# Список серий аниме InuYasha
Данная статья содержит описание серий аниме-сериала «InuYasha», адаптирующий 36 глав манги Румико Такахаси, который транслировался в Японии с 16 октября 2000 года по 13 сентября 2004 года и состоит из 167 эпизодов.
С 4 октября 2009 года — 30 марта 2010 года выходил 26 серийный сериал «InuYasha: The Final Act», адаптирующий последние главы манги.
В октябре 2020 года состоялась премьера сериала «Yashahime: Princess Half-Demon». Сюжет вращается вокруг дочерей Сэссёмару — Товы Хигураси и Сэцуны — и Морохи, дочери Инуяси и Кагомэ Хигураси.

## Список серий

### Сезон 1 (серии 1-27)
| 01. | Девочка, которая попала в прошлое и мальчик, который был запечатан «Токи о коэта сёдзё то фуинсарэта сёнэн» (時代を越えた少女と封印された少年) | 1—2    | 16 октября 2000 |
| Демон Инуяся нападает на деревню и крадёт Камень Душ, но его догоняет стрела мико (священницы) Кикё и запечатывает его. Умирающая Кикё просит сжечь Камень Душ вместе с ней. Ученица средней школы Кагомэ Хигураси живёт с семьёй в храме, с которым связано множество легенд, но они не интересуют её. В день её пятнадцатилетия она заходит в постройку, где расположен закрытый колодец, чтобы вытащить кота, но появляется демон-сороконожка и утаскивает её в колодец. Кагомэ очнулась и вылезла уже в другом времени, в феодальной эре. Она видит странного мальчика с собачьими ушками, пришпиленного к дереву стрелой. Её замечают местные жители, и в деревне старая мико Каэдэ находит её схожей со своей давно умершей сестрой Кикё. На деревню нападает сороконожка, Кагомэ бежит к колодцу. Мальчик у дерева, Инуяся, очнулся и принял её за Кикё. Сороконожка охотится за девочкой и забирает у неё камень душ, который таинственным образом оказался в её теле. Инуяся просит вынуть стрелу, и затем убивает сороконожку. | |        |                 |
| 02. | Люди, ищущие Камень Душ «Сикон но тама о нэрау монотати» (四魂の玉を狙う者たち)                                                                | 2—5    | 23 октября 2000 |
| Инуяся угрожает убить Кагомэ, если та не отдаст Камень, и нападает на неё. Каэдэ с помощью магии надевает на него чётки, которые помогают Кагомэ остановить Инуясю при помощи команды "сидеть". Каэдэ рассказывает, что Камень Душ может дать демону большую силу. Инуяся удивлён тем, что Каэдэ много знает о нём, она говорит, что она сестра Кикё, которую тот помнит маленькой девочкой, рассказывает про смерть Кикё. Инуяся говорит, что Кикё получила по заслугам. Каэдэ думает, что Кагомэ - реинкарнация Кикё. Про Камень Душ узнаёт демон-ворон. Когда Кагомэ пытается вернуться через колодец, на неё нападают бандиты , в одном из них прячется ворон. Когда Инуяся появился, демон улетает с Камнем Душ. Инуяся надеется, что Кагомэ собьёт его из лука, но она мажет. Демон схватил ребёнка. Когда Инуяся разрубил ворона, Кагомэ спасает упавшего ребёнка из реки. Демон вновь собирается благодаря силе Камня. Кагомэ привязывает его лапу к стреле и сбивает его, но вместе с тем на осколки разлетается Камень Душ. | |        |                 |
| 03. | Я вернулась ... через колодец Костоглота «Хонэкай но идо кара тадама!» (骨喰いの井戸からただいまっ！)                                          | 6—8    | 30 октября 2000 |
| Каэдэ говорит, что Кагомэ и Инуяся должны объединиться для того, чтобы найти осколки и восстановить Камень Душ. Кагомэ вынуждена переодеться в кимоно, а Инуяся этим недоволен, так как в нём она ещё больше напоминает ему Кикё. Инуяся говорит, что может найти осколки и сам. Кагомэ собирается домой и отказывается отдать ему осколок. Она идёт к "Колодцу Костоглота", уверенная что сможет вернуться с его помощью, но боится прыгнуть туда. Также Кагомэ замечает нити из волос, которой управляет Юра Сакагами - демон, которая охотиться на Камень Душ. Она отбирает осколок у девочки и хочет убить её, но та падает в колодец и возвращается в свой мир. Тем временем на Инуяшу нападают жители деревни, Каэдэ объясняет, что они - марионетки, но Инуяся не может видеть нити, которые ими управляют. Прихватив Каэдэ, Инуяся уходит из деревни. Но теперь Юра охотиться на самого Инуяшу. | |        |                 |
| 04. | Юра - демон волос «Сакасагами но ёма Юра» (逆髪の妖魔 結羅)                                                                                    | 9—11   | 6 ноября 2000   |
| Попав в свой мир, Кагомэ рассказывает родным всё, что с ней случилось. Её мама верит с трудом, а Сото подтверждает слова сестры. Дедушка же вспоминает легенду о колодце «Костоглота» и решает запечатать его. Заколотив и наклеив талисманы на колодец, говорит, что им больше никто не воспользуется. Тем временем Инуяся ищет Кагомэ по запаху и приходит к «Костоглоту». Увидев её одежду возле него, прыгает в колодец. Она же лежит на кровати и радуется, что вернулась домой. И думая, что всё произошедшее раннее похоже на сон. Но вспомнив слова Инуяси, что она ему не нужна и он сам со всем справится, решает всё забыть. Да и по словам дедушки ей в другой мир уже и не вернуться. Мама же зовёт её к телефону и говорит о скором ужине. За едой Сота спрашивает, точно ли дедушка запечатал колодец. Он говорит, что точно и Кагомэ больше нечего бояться. Но она его не слушает, радуясь удону. В момент ужина в комнату зашёл Инуяся. Все удивились, а особенно Кагомэ с дедушкой. А на вопрос как он суда попал, ответил, что через колодец. Ему не поверили, пока не показал порванный талисман. Инуяся схватил Кагомэ за руку и попытался отвести к колодцу, но его остановила её мать, начав тискать уши. После подбежал Сото и сказал, что будет следующим. В этот момент Кагомэ заметила на одежде Инуси волос. Взяв его, она поняла, что его никто не видит, кроме неё и он принадлежит Юре. Кагомэ тут же бежит к святилищу. Из «Костоглота» во всю лезли волосы. Она обвиняет Инуясю в том, что это он привёл её сюда. Закрыв сёдзи, чтобы никто из родных не вошёл, начинается бой. Кагомэ говорит Инуясе где находятся волосы, но ему всё равно не удобно сражаться. Тем временем семья Кагомэ ломится в святилище. Сама Кагомэ замечает, что, чем больше волос рубит Инуяся, тем их больше. Когда Инуясю схватили, она заметила белый волос и поняв, что он управляет другими, взяла его и поранив себя, Инуяся увидел его и порвал. Волосы исчезли. Она решает вернуться обратно в период Сэнгоку, чтобы Юра не навредила её родным. Осколок у неё уже есть, а значит ей нужны она и Инуяся. Инуяся отдал своё хокари из меха огненной крысы Кагомэ, сказав, что он прочнее любимых доспехов и они прыгнули в колодец. Юра в логове уже ждала их. Закопанная Каэдэ говорит о том, что Инуяся нужен Кагомэ. Вылезая из колодца, Кагомэ случайно сказала, что Юра забрала у неё осколок Камня Душ. Снова увидев белый волос, Кагомэ указала пальцем в сторону логова Юры. Каэдэ говорит, что Инуяся и Кагомэ должны работать вместе. Инуяся с Кагомэ по дороге к Юре, наткнулись на мёртвых ронинов без голов. Кагомэ подобрала лук и стрелы. Добравшись до логова, Юра тут же напала на них. Она схватила Инуясю. Он напал на неё, но она увернулась и покрепче схватила его. Юра наносит Инуясе рану и пытается отрубить голову, но Кагомэ стреляет в неё. При следующем выстреле Кагомэ случайно целится в Инуясю, но он уворачивается. Стрела попадает в логово, священная сила разъедает волосы и из него свешиваются черепа ронинов. Юра направляет на Кагомэ огонь, чтобы сжечь. После снова нападает на Инуясю, но он защищается и отрубает ей руку. Волосы ослабели, но Юра вновь наносит Инуясе рану. После возвращает руку на место. Юра снова пытается отрубить ему голову, но он нападает на неё, забрав осколок. Она забирает его обратно, а Инуяся не понимает, как одолеть её. В это время Кагомэ лезет по волосам прямо к черепам. Юра заметив её, пытается напасть. Получив момент, Инуяся нападает первым. Кагомэ сообщает, что увидела красный череп и Юра снова пытается напасть. Освободившись, Инуяся спешит к Кагомэ, но его останавливают. Юра сбросила Кагомэ и схватила её, попытавшись ранить, но из-за хокари не получилось. Тогда она обмотала её шею волосами, но Инуяся напал на Юру. Он поймал Кагомэ и приземлившись на землю, оттолкнул её, получив новую рану. Юра снова пытается убить его, но Кагомэ ломает красный череп и демонесса умирает, оставив только одежду и осколок Камня. Кагомэ подбирает его, Инуяся впервые зовёт её по имени, она рада этому, но он снова начинает хамить. Тогда Кагомэ положила руку ему на плечо и он упал от боли. Закопанная Каэдэ говорит, что Инуяся и Кагомэ должны сражаться вместе и Инуяся должен вспомнить о ней и выкопать. | |        |                 |
| 05. | Ужасающий принц Сещёмару «Сэнрицу но кидощи Сэщёмару» (戦慄の貴公子 殺生丸)                                                                    | 12—14  | 13 ноября 2000  |
| Сещёмару и Дзякен искали могилу отца Сещёмару с помощью Посоха Голов. Они предположительно на неё наткнулись, но её охраняли волки. Сещёмару покромсал их и Дзякен проверил могилу, это была не она. Они уходят. Миога же мчится к Инуясе. Сещёмару с Дзякеном нападают на самураев, чтобы забрать лодку. Тогда же Посох Голов меняет направление. Плывя по реке, Дзякен говорит, что Инуяся может знать где находится могила. За это Сещёмару скидывает его в воду, ткнув посохом в голову, сказав, что не любит это имя и Инуяся был запечатан пятьдесят лет назад. Дзякен же сказал, что ходят слухи, что она разрушена. Кагомэ вылезает из колодца вместе с велосипедом и аптечкой, едет к Инуясе, по пути задавив Миогу. Найдя его на дереве, просит слезть, чтобы перевязать раны от боя с Юрой. Он отказывается и она спускает его словом «сидеть». Гуляющие дети с Каэдой заметили их, когда Кагомэ пыталась снять с Инуяси хаори. Каэдэ сказала, что они неплохо сблизились за такое короткое время. Также выясняется, что раны на теле Инуяси быстро заживают. Кагомэ думает, что значит быть полудемоном. В тот же момент Инуясю укусил Миога и Кагомэ пшикнула в него баллончиком против насекомых. В доме Каэдэ Миога говорит, что кто-то пытается найти могилу отца Инуяси. Они нашли только надгробие, а где могила он и сам не знает. Каэдэ говорит, что отец Инуяси был могущественным демоном, он отвечает, что не помнит его. А когда речь заходит о матери, злится и уходит. Кагомэ идёт за Инуясей, думая почему он так отреагировал. Когда Кагомэ подошла к дереву, на котором он сидел, он спрыгнул, повалив Кагомэ, сказав «Ложись!». Она возмутилась, а он спросил, чувствует ли она тёмную энергию. Тогда же они увидели в небе летящую карету с женщиной, в которой Инуяся узнал давно умершую мать. Они оба удивились, а женщина узнала Инуясю, но её схватил демон, разломав повозку и поймав её. Инуяся спешит на выручку, но в него стреляют огнём. Это был Дзякен, скоро появился и Сещёмару. Кагомэ узнаёт, что у Инуяси есть старший брат. Инуяся и Сещёмару разговаривают и Сещёмару называет Инуяся позором семьи, и спрашивает где могила. Он отвечает, что не знает, да и не сказал бы ему. Тогда Сещёмару бьёт демона и тот сжимает лапу, вместе с матерью Инуяси. Он же говорит, что не верит, что это женщина его мать, ведь она давно мертва и называет подделкой. Дзякен же говорит, что Сещёмару вернул её к жизни и тогда он поверил. Мама Инуяси же после очередного сжатия в лапе, теряет сознание. Инуяся отрубает кисть монстру и мама падает на землю, к ней подбегает Кагомэ. Инуяся говорит уходить ей с матерью, но Сещёмару с помощью демона нападает на них. Инуяся закрывает мать и Кагомэ собой. Очнувшаяся мама переносит сына и себя с Кагомэ в другой мир. Оказывается, что это была постанова придуманная Дзякеном. Инуяся очнулся раньше Кагомэ и к нему подошла «мама», сказав, что сейчас они находятся в пространстве между жизней и смертью, и ей скоро вновь придётся уйти. Инуяся идёт следом за «матерью», они разговаривают. Очнувшаяся Кагомэ видит Инуясю с «матерью» и понимает, что не может пошевелиться, также видит их отражения в воде и у «мамы» Инуяси нет лица. Она пытается сказать об этом, но её голос не слышен. «Мама» говорит, что не хочет оставлять Инуясю, а Кагомэ мысленно просит его очнуться и понять, что эта женщина не его мать. | |        |                 |
| 06. | Зловещее демоническое лезвие Тэссайга «Букуми на ёто Тэссайга» (不気味な妖刀 鉄砕牙)                                                           | 15—17  | 20 ноября 2000  |
| 07. | Столкновение! Сэссёмару против Тэссайги «Гэкитайкэцу! сэссёмару тай тэссайга!» (激対決！ 殺生丸ＶＳ鉄砕牙!!)                                   | 17—18  | 27 ноября 2000  |
| 08. | Лорд Демон. Цукумо но Гама (Лягушка) «Тоно ёкай цукумо но гама» (殿様妖怪 九十九の蝦蟇)                                                        | 19—22  | 4 декабря 2000  |
| 09. | Появление Сиппо. Громовые братья Хитэн и Мантэн «Сиппо тодзё! Райдзю кёдай хитэн мантэн» (七宝登場！ 雷獣兄弟 飛天満天!!)                      | 28—31  | 11 декабря 2000 |
| 10. | Столкновение демонических клинков. Райгэкэдзин против Тэссайги «Ёто гэкитоцу! Райгэкидзин тай тэссайга» (妖刀激突! 雷撃刃VS鉄砕牙!!)           | 31—34  | 18 декабря 2000 |
| 11. | Проклятый Но-мен, возрождается в нынешнее время «Гэндай ни ёми гаэгу норой но номэн» (現代によみがえる呪いの能面)                              | 23—27  | 15 января 2001  |
| Кагомэ возвращается в свой мир, так как ей необходимо сдавать экзамены. В школе она узнаёт, что дедушка объяснял её отсутствие тем, что она больна. Школьник Ходзё делает ей презент. Похоже, Кагомэ ему неравнодушна. Никудзуки Но-Мэн, маска без тела, которая находилась в хранилище Хигураси, вырывается на свободу из запечатанного свёртка, так как чувствует осколки Камня Душ. Но-Мэн пытается одолеть дедушка Кагомэ, но не преуспевает в этом. Из-за пожара он оказывается завален и теряет сознание, защитив себя от Никудзуки талисманами. Спасатели доставляют дедушку в госпиталь. Но-Мэн захватывает тела всех, кто попадается ему на пути и к ночи добирается к дому Кагомэ, где она хранит осколки. Она поцарапалась, но вместе с братом пытается сбежать. Просит Соту позвать Инуясю, пока она отвлекает Но-Мэн. Брат прыгает в колодец, но не перемещается. Инуяся приходит сам, на запах крови Кагомэ. Он одолевает Но-Мэн. Они получают ещё один осколок. Наступает утро и Кагомэ убегает, так как вспоминает, что вот-вот опоздает на экзамен. | |        |                 |
| 12. | Татаримоккэ и маленький злой дух «Татари моккэ то ти:сана акурё» (タタリモッケと小さな悪霊)                                                    | 35—38  | 22 января 2001  |
| Кагомэ в своём мире. Лето. Она замечает маленькую девочку, босую и в зимней куртке, которая подкинула в упаковку с фейерверками один уже зажжённый. Кагомэ догоняет её, но та - исчезает. Инуяся ждёт пока Стальные Пчёлы восстанавливают ножны Тэссайги. Кагомэ должна сопровождать Соту в больницу, так как он хочет проведать своего друга, Сатору. В доме Сатору случился пожар, во время которого погибла его старшая сестра Маю Девочка стала духом и угрожает Кагомэ, если та помешает ей убить брата. Мёга и Инуяся рассказывают про демона Татаримоккэ и то, что души детей, которые станут злыми духами, он отправит в Ад. Кагомэ желает спасти Маю и расспрашивает её мать. Та не спасла дочь, потому что не знала, что во время пожара Маю была дома и спряталась в шкафу - они поругались и девочка сделала вид, что сбежала из дому. В это время Маю почти удалось убить Сатору, но его спасает Инуяся, а Татаримоккэ собирается отправить Маю в Ад. Кагомэ в последний момент успевает заставить вспомнить девочку, о любви мамы. Маю желает попросить прощения. Её душа спасена. | |        |                 |
| 13. | Секрет первого дня. Черноволосый Инуяся «Сингэцу но назо! Курогами но инуяся» (新月の謎 黒髪の犬夜叉)                                          | 39—44  | 29 января 2001  |
| Кагомэ, Инуяся, Сиппо и Мёга путешествуют по реке, разыскивая осколки. Инуяся спасает девушку по имени Надзуна, на которую охотился демон Кумогасира (Хозяин Пауков). Кагомэ хочет помочь избавиться от Кумогасира, но Инуяся и Надзуна по разным причинам встречают это предложение отрицательно. Всё же Кагомэ настаивает, чтобы они провели Надзуну домой. Они приходят в храм, где она живёт. Монах предлагает всем остаться на ночь, уверяя, что они будут в безопасности. Кагомэ соглашается. Ночью Инуяся чем-то обеспокоен, он не почувствовал приближение Кумогасира и не смог сражаться. Они сбегают из храма. Оказывается, что в первый день месяца, когда луна исчезает, Инуяся полностью теряет свои способности демона. Он скрывал это от всех. Оставив Тэссайгу Кагомэ, Инуяся и Сиппо вынуждены вернуться назад так как в храме остались вещи Кагомэ, в том числе и осколки Каменя Душ. Кумогасира поглощает их и наносит сильное ранение Инуясе. Его спасает Надзуна при помощи Тэссайги. Они заперлись в комнате, установив барьер при помощи того же клинка и пробыли там почти всю ночь. Кумогасира разрушил барьер. С восходом солнца Инуяся вновь обрёл силу демона и уничтожил Кумогасира. Осколки, что были у демона внутри, объединились. Оказывается, они собрали меньше половины осколков. | |        |                 |
| 14. | Кости Кикио похищены!! «Нусумарэта кикё но рэйкоцу» (盗まれた桔梗の霊骨)                                                                       | 45—46  | 5 февраля 2001  |
| 15. | Священница печали: возрождённая Кикио «Хиун но мико кикё фуккацу» (悲運の巫女 桔梗復活)                                                        | 47—50  | 12 февраля 2001 |
| 16. | Воздушная дыра в правой руке. Хулиганистый монах Мироку «Миги тэ ни кадза:на фурё хоси мироку» (右手に風穴 不良法師 弥勒)                      | 51—54  | 19 февраля 2001 |
| 17. | Порочные чернила адского художника «Дзигоку эси но кэгарэта суми» (地獄絵師の汚れた墨)                                                         | 55—58  | 26 февраля 2001 |
| 18. | Союз Нараку и Сэссёмару «Тэ о кунда Нараку то Сэссёмару» (手を組んだ奈落と殺生丸)                                                              | 59—61  | 5 марта 2001    |
| 19. | Кагомэ, возвращайся в своё время! «Каэрэ, кагомэ! Омаэ но дзидай ни» (帰れ、かごめ！ お前の時代に)                                             | 62—64  | 12 марта 2001   |
| 20. | Дикий вор: Секрет Онигумо «Асамасики ято, онигумо но надзо» (あさましき野盗 鬼蜘蛛の謎)                                                        | 65—68  | 19 марта 2001   |
| 21. | Приближаемся к секрету Нараку! «Годзю нэн маэ но Синдзицу; Нараку но сётай» (50年前の真実 奈落の正体)                                          | 69—72  | 9 апреля 2001   |
| 22. | Душа Кикио! «Асики бисё; Самаё кикё но тамаси:» (悪しき微笑 さまよう桔梗の魂)                                                                  | 73—75  | 9 апреля 2001   |
| 23. | Голос Кагомэ и поцелуй Кикио «Кагомэ но коэ то кикё но кутидзукэ» (かごめの声と桔梗の口づけ)                                                   | 75—78  | 16 апреля 2001  |
| 24. | Появляется Санго - охотник на демонов «Ёкайтайлзия, санго тодзё!» (妖怪退治屋 珊瑚登場！)                                                      | 85—88  | 23 апреля 2001  |
| 25. | Преодоление замысла Нараку «Нараку но боряку о ути ябурэ!» (奈落の謀略をうち破れ！)                                                            | 89—93  | 7 мая 2001      |
| 26. | Наконец-то раскрыт секрет Камня Душ «Цуй ни акасарэта сикон но химицу» (ついに明かされた四魂の秘密)                                            | 93—94  | 14 мая 2001     |
| 27. | Бог воды, что правит озером тьмы «Суйдзин га сихайсуру ями но мидзу:ми» (水神が支配する闇の湖)                                                 | 95—100 | 21 мая 2001     |

### Сезон 2 (серии 28-54)
| 28. | Мироку в ловушке «Какокуна вана ни какатта Мироку» (過酷な罠にかかった弥勒)                                                   | 101—105 | 28 мая 2001      |
| Санго в деревне изгоняет демона, Кагомэ ей помогает. Мироку в это время приметил красивую девушку и пошёл за ней. Кагомэ, Санго, Шиппо и Кирара отдыхают в одном из домов, Инуясе до сих пор плохо от запаха, с помощью которого изгнали демона. На вопрос Кагомэ где Мироку, Шиппо ответил, что ушёл за красавицей. Мироку тем временем узнал, что она из знатной семьи, но все её родные погибли, она единственная выжившая. И теперь она хочет встретить мужчину и возродить свой род. Она просит об этом Мироку. Когда он обнимается с той девушкой, она превращается в демона-богомола и хочет его съесть. Мироку сразу распознав ложь, не удивляется и втягивает его в Воздушную дыру, но ёкай смог повредить её. Вернувшись, Мироку замечает, что девушки странно на него смотрят. Он спрашивает об этом Инуясю, тот ответил, что это из-за, что он ушёл за очередной девушкой. Мироку хочет оправдаться, но Санго с Кагомэ не хотят его слушать. Ночью Мироку думает о ране и вспоминает смерть отца. Рано утром оказывается, что он куда-то ушёл. Мироку прилетает на Хачи к Мушин-саме – приёмному отцу. Возле его храма огромная дыра. Хачи спрашивает про неё, Мироку отвечает, что это могила его родного отца. Обнаружив Мушина пьяного, Мироку тормошит его и показывает рану. Он говорит, что способен её вылечить, но на это время нельзя открывать Воздушную дыру, иначе он умрёт. Мушин идёт за ингредиентами для лекарства и отправляет Мироку мыться. Кагомэ думает, куда Мироку мог уйти. Шиппо отвечает, что из-за того, что вчера она с Санго были с ним холодны. Инуяся отвечает, что он думать о таком не может. Прискакал Миога и сказал, что вернулся ночью и видел, как Мироку обеспокоенно смотрел на Воздушную дыру, но не знает, о чём тот думал. Кагомэ хочет отправиться на поиски, но Инуяся отказывается. Тем временем на Мушина нападает демон. Захваченный ёкаем монах хочет убить Мироку. Команда Инуяси обнаруживает, что за ними следил шершень Нараку и спешат Мироку на помощь. Мушин нападает на Мироку, но смог только ранить. Он говорит, что если убьёт его, то Нараку подарит ему осколки. Мироку защищается от следующего удара посохом. Хачи уносит раненного хозяина на себе. У храма собираются демоны, и Мироку приказывает Хачи уходить. Он улетает, но на него нападают шершни. Хачи встречается с компанией Инуяси, полудемон разгоняет демонов-насекомых. Мироку создал барьер у могилы отца. Хачи с остальными летит к храму и рассказывает о повреждении Воздушной дыры. Им приходится лететь сквозь демонов, Инуяся и Санго убивают их. Барьер Мироку пропадает и ёкаи нападают на него. Инуяся спасает Мироку, и к нему бросаются Кагомэ, Хачи и Шиппо. Появляется Мушин. Мироку просит Инуясю, не убивать его, но тот всё равно нападает на монаха. Мушин в ответ бросает на Тэссайгу чётки, они отменяют его трансформацию и перекидываются на Инуясю. На него нападают демоны, но даже с заколдованными чётками он может сражаться, но это тяжело. Миога пришедший к Кагомэ, объясняет, что монах под контролем демона Кокочи, и что, если перед монахом поставить его кувшин, он вернётся в него, потеряв контроль над Мушином. Кагомэ решает найти Кокочи, Шиппо замечает его на крыше храма. Кагомэ стреляет, но промахивается, Кокочи уходит. Санго, Кагомэ и Шиппо с Миогой идут за ним. Чётки выкачивают силы из Инуяси и ему тяжело продолжать бой. Мушин предлагает, что лучше он сломает ему шею, чем сожрут демоны. Инуясю это выбешивает и он нападает на монаха, схватив за горло. Мушин говорит, что только он может вылечить Воздушную дыру, иначе завтра Мироку умрёт. Инуясе приходится отпустить Мушина. Демонов становится больше, и Мироку всё же решает открыть Воздушную дыру. Мушин испугавшись за осколок Камня, который тоже засосёт, теряет силу и Инуяся разрушает чётки, после вырубает монаха. Воздушная дыра выходит из-под контроля, и Мироку с Хачи падают в яму. Инуяся ловит Мироку за руку и говорит, что если он ещё раз откроет Воздушную дыру, он ему руку сломает. Инуяся подбирает Тэссайгу, говоря, что ему неприятно, что все думают, что он бросит Мироку умирать. Одним ударом он убивает всех оставшихся демонов. Инуяся смог использовать истинную силу Тэссайги. Кокочи пытается сбежать, но Санго его убивает. Шиппо ловит кувшин, Кагомэ ставит его перед Мушином, контроль демона пропадает. Мушин зашивает Воздушную дыру Мироку и сказав, что тот спит, отходит поговорить с Инуясей. Он говорит, что сделал всё, что мог, но Воздушная дыра уже начала разрываться. Инуяся спрашивает сколько ему осталось, Мушин отвечает, что не знает, но надо убить Нараку как можно скорее. Тогда проклятье исчезнет и Мироку будет в безопасности. Санго с Кагомэ говорят как Мироку на самом деле тяжело, каждый день бояться смерти, хотя на вид он беззаботный. Мироку просыпается и с ужасом смотрит на Воздушную дыру. Его спрашивают, что случилось. Тут Санго чувствует, как он гладит её по заднице и бьёт деревянным тазиком по голове. Инуяся говорит, что он не думает, что Мироку вскоре умрёт. Мушин отвечает, что его семья всегда его удивляла. | |         |                  |
| 29. | Санго беспокоится и Кохаку жив «Санго но куно то кохаку но иноти» (珊瑚の苦悩と琥珀の命)                                      | 106—107 | 4 июня 2001      |
| 30. | Тэссайга похищен. Последняя битва в замке Нараку «Нусумарэта тэсайга тайкэцу нараку но сиро!» (盗まれた鉄砕牙 対決 奈落の城!) | 108—111 | 11 июня 2001     |
| 31. | Добрый и печальный демон Джиненджи «Кокороясасики айсю но дзинэндзи» (心優しき哀愁の地念児)                                   | 112—115 | 18 июня 2001     |
| Кагомэ с Инуясей отправляются за лекарствами для Сайго. Крестьяне говорят, что фермой, где растут целебные травы, владеет Дзинэндзи, злой полудемон, пожирающий людей. Он оказывается добрым, и его постоянно защищает от нападок крестьян его старуха-мать. Инуяся отправляется искать истинного убийцу, в это время Кагомэ остаётся на ферме. Крестьяне нападают на ферму, появляется демон, Дзинэндзи убивает его. Крестьяне извиняются, а Дзинэндзи даёт им лечебные травы. В разговоре с Кагомэ Инуяся признаётся, что только силой и мог противостоять ненависти к нему как полудемону. Кагомэ говорит, что он больше не один. | |         |                  |
| 32. | Кикио и Инуяся в беде «дзяки ни отита кикё то инуяся» (邪気に落ちた桔梗と犬夜叉)                                              | 116—120 | 25 июня 2001     |
| Кикё привозят в замок, где тяжело болен хозяин. Это Нараку, раненый Кагомэ. Он узнаёт Кикё, та говорит, что не сможет исцелить его. В деревне льёт дождь из трупов демонов, и жители нанимают Мироку и остальных. Герои находят причину - холм, окружённый Сёки, злой энергией. Санго становится плохо, и в пещеру идут только Инуяся и Мироку. Они видят там дерущихся и поглощающих друг друга демонов. Мироку узнаёт, что это Фуко-но Дзуцу, создание огромного монстра Кодоку, и предостерегает Инуясю от драки, иначе он тоже сольётся с демонами. Появляется Кикё, но души выходят из неё в Кодоку. Инуяся хочет защитить Кикё, Кагомэ понимает это и хочет ему помочь. Стрела Кикё ломает печать, и Кодоку становится новым телом Нараку. Кагомэ думает, что Кикё хотела защитить Инуясю. Нараку не понимает, почему Кикё допустила такое, вместо того, чтобы убить Кодоку. Он забирает Кикё. | |         |                  |
| 33. | Пойманная Кикио и Нараку «Тораварэта кикё то нараку» (囚われた桔梗と奈落)                                                     | 121—124 | 2 июля 2001      |
| Нараку пытается, управляя Кикё с помощью осколка Камня Душ, заставить её убить Кагомэ. Инуяся с друзьями попадают в ловушку, последовав за поддельными слугами Кикё. Лоза напускает на них иллюзии, и они переживают свою боль и слабости. Мироку видит, как его засасывает дыра на руке, Сайго видит убитых от руки Кохаку друзей, Сиппо остаётся в одиночестве, а Инуяся вновь переживает день, когда напал на деревню, чтобы похитить камень душ. В видении он мирится с Кикё, и обещает защищать её, но вспоминает о Кагомэ и освобождается. Он освобождает Мироку. В это время Кикё нападает на Кагомэ и отбирает у неё осколок камня душ. Оказывается, у Нараку недостаточно сил, чтобы управлять ей. Прибегает Инуяся и узнаёт что Кикё собиралась убить Кагомэ. Он в смятении, и Кикё удаляется. Мироку спасает остальных. Без камня душ Кагомэ тоже попадает под действие иллюзий. В её сердце она видит поцелуй Кикё и Инуяси. Кикё отдаёт камень душ Нараку. Она показывает ему, что знает, что он полудемон, так как в нём ещё жив Онигумо, из-за этого у него и ожог на спине. Кикё говорит Нараку послать за ней, если она понадобится ему. Она хочет убить Нараку, когда он соберёт все осколки камня Душ. В своём новом мёртвом теле она чувствует себя свободнее для любви и ненависти. | |         |                  |
| 34. | Тэссайга и Тенсейга «Тэнсэйга то тэссайга» (天生牙と鉄砕牙)                                                                   | 125—128 | 9 июля 2001      |
| Сэссёмару хочет заказать клинок у Тотосая, который выковал Тэссайгу. Но тому не нравится Сэссёмару, и Миога приводит его к Инуясе, чтобы тот защитил его. Нападает Сэссёмару, и Тотосай понимает, что Инуяся не овладел силой Тэссайги, и отгоняет Сэссёмару сам. Он рассказывает, что у Сэссёмару уже есть сделанный им меч, Тэнсайга, также из клыка их отца. Тэнсейга также силён, как и Тэссайга, но по воле их отца он может только оживлять, поэтому бесполезен для злого Сэссёмару. Тотосай хочет сломать Тэссайгу, потому что Инуяся не может видеть его истинную силу, Рану Ветра, но Инуяся против. Сэссёмару нападает вновь. | |         |                  |
| 35. | Прославленный меч выбирает истинного хозяина «Мэйто га эрабу син но цукай тэ» (名刀が選ぶ真の使い手)                          | 129—132 | 16 июля 2001     |
| Сэссёмару раздобыл для боя руку дракона, которая может схватить Тэссайгу. Он дерётся с Инуясей, но пытается не убить его, а сломать его меч. Инуяся ослеплён ядом Сэссёмару, но внезапно смог увидеть Рану Ветра, и наносит Сэссёмару смертельный удар. Тотосай чинит меч Инуяси и говорит, что Сэссёмару жив. Тэнсайга, меч, созданный лечить, почему-то решил спасти хозяина. Тотосай размышляет, что отец хотел, чтобы братья не сражались между собой. Сэссёмару очнулся в лесу, где за ним пытается ухаживать девочка. С тех пор, как погибла её семья, она не разговаривает, а крестьяне обижают её, и она не пугается Сэссёмару. На деревню нападает стая волков во главе с юношей, который ищет камни душ. Волки убивают жителей деревни и девочку, но её потом оживляет Сэссёмару. Инуяся с друзьями сталкиваются в деревне с волками, а затем и с их хозяином. | |         |                  |
| 36. | Кагоме похищена! Кога - сверхбыстрый демон-волк «Кагомэ рякудацу! Тёсоку но ёро кога!» (かごめ略奪! 超速の妖狼 鋼牙)          | 132—134 | 23 июля 2001     |
| Принц демонов-волков Кога обладает несколькими осколками Камня Душ, поэтому он очень быстр. Он дерётся с Инуясей, но почувствовав силу меча, отступает. Сиппо рассказывает о том, что племя волков очень жестокое. Волки видят тренировку Инуяси с Кирарой и узнают про магию Тэссайги. Кога выкрадывает Кагомэ. Ему нужна её способность видеть осколки камня душ, чтобы помочь победить птиц Гокуракутё, врагов волчьего племени. Сиппо, прицепившийся к Коге, оставлял за собой грибы - следы, чтобы их нашли, но волки пособирали их. | |         |                  |
| 37. | Парень влюблённый в Кагомэ «Кагомэ ни хорэта айцу» (かごめに惚れたあいつ)                                                     | 134—138 | 30 июля 2001     |
| Принимая Гокуракутё за союзников демонов-волков, Инуяся позволяет им схватить себя, остальные отправляются следом. Увидев кости волков, они понимают, что ошиблись, Инуяся освобождается. Сиппо, приняв облик Коги, пытается сбежать с Кагомэ. Их обман раскрывают, и Кагомэ успела помочь сбежать Сиппо. Кога, увидев её самоотверженность, решает сделать её своей женщиной. Она говорит, что Инуяся её парень, и Кога решает убить его, чтобы решить эту проблему. Начинается битва демонов-волков и птиц Гокуракутё, волки заступаются за Кагомэ, а она помогает им. Появляется Инуяся и остальные. Кога заявляет, что Кагомэ его женщина, Инуяся злится. Но услышав, что Кагомэ обращается к Коге как к другу, помогает ему одолеть одну из сильнейших птиц, которая отобрала у того один из осколков. Кога ранен, но они с Инуясей хотят драться. Кагомэ останавливает их, волки уходят. Два осколка камня душ достаются Кагомэ и остальным. Инуяся злится на Кагомэ, хотя та говорит, что ничего не чувствует к Коге. Кагомэ разозлилась и улетела домой. | |         |                  |
| 38. | Воссоединение чувств «Ханарэтэ каёу футари но кимоти» (はなれて通うふたりの気持ち)                                            | 138—140 | 6 августа 2001   |
| В школе Кагомэ рассказывают, что появилась новенькая, которой нравится Ходжо -кун. Девушки удивлены, что ей всё равно. Они вытягивают из неё описание Инуяси, и говорят, что ей не подходит эгоистичный парень. Ходзё зовёт Кагомэ в кино, а та говорит, что занята, и предлагает пригласить новенькую. Ходжо-кун думает, что она ревнует, и рад этому. Сиппо с Каэдэ разыгрывают Инуясю, и он понимает, что надо извиниться. Он дважды ходит в её мир, но оба раза убегает раньше, чем Кагомэ его заметит. Но та понимает, что они приходил, и возвращается. Инуяся извиняется, но как оказалось, за сломанный будильник Кагомэ. Они простила его. | |         |                  |
| 39. | Хитроумный замысел. Окружённый смертью «Сикумарэта сито» (仕組まれた死闘)                                                     | 141—143 | 13 августа 2001  |
| Люди из северного племени волков приходят к Коге, чтобы объединить силы, атаковать замок Нараку и забрать его осколки камня Душ. Кога отказывается, но часть его людей уходит. Инуяся и остальные дерутся с демоном-медведем, у которого есть осколок Камня Душ, пчёлы Нараку забирают осколок. Друзья следуют за ними. У замка на волков нападает демон Кагуро и убивает всех. Один раненый успевает добраться и передать Коге осколок. Кога спешит на выручку. Кагуро оживляет трупы волков и заставляет их драться с Инуяси. Появляется Кога и видит Инуясю в крови своих людей, которые вновь упали замертво. Объяснять ему, что это ловушка, бесполезно. Кагомэ видит, что новый осколок в руке Коги - фальшивка. Кагуро натравляет на остальных куклу-Нарако. | |         |                  |
| 40. | Колдовская ловушка повелительницы ветра - Кагуры «Кадзэцукай кагура но ёэннару вана» (風使い神楽の妖艶なる罠)                 | 142—146 | 20 августа 2001  |
| Усиленный фальшивым осколком, Кога ломает руку Инуясе и поражает его. Появляется Кагура и Кога понимает, что это она убила его товарищей. Осколок в его руке оказывается ядовитым, когда теряет возможность двигаться. Из последних сил Инуяся пытается нанести удар Кагуре, но он не может использовать Рану Ветра, пока Кагура управляет ветрами. Стрелы Кагомэ помогают Инуясе. Кагура сбегает. У неё на спине такой же ожог, как и у Нараку. Оказывается, она была создана из части Нараку. Кагомэ очищающей стрелой разрушает яд и вытаскивает фальшивый осколок из руки Коги. Он уходит. | |         |                  |
| 41. | Танец Кагуры и зеркало Канны «Кагура но май то канна но кагами» (神楽の舞と神無の鏡)                                          | 146—149 | 27 августа 2001  |
| Мироку встречает Кохару, девочку, которая три года назад потеряла семью и влюбилась в Мироку. Сын её хозяина захотел получить её, и она бежала. Преследователи приняли за неё Санго и огребли по полной. Мироку решил пристроить девочку в городе. Они остаются до рассвета. Ночью на город нападает Канна, которая забирает при помощи своего зеркала души крестьян и Кохару. Та заманивает Кагомэ в ловушку и Канна забирает её душу. В это время Кагура нападает на Инуясю, поднимая тела бездушных крестьян. | |         |                  |
| 42. | Разрушенная рана ветра «Я:бурарэта кадзэ но кидзу» (破られた風の傷)                                                           | 149—152 | 3 сентября 2001  |
| Кагура позволяет создать Рану ветра, и канна отражает её. Инуяся тяжело ранен. Появляется Нараку. Канна это проявление пустоты, поэтому Инуяся не учуял её вовремя. Нараку рассказывает, что именно Кикё отдала ему осколок Камня Душ, что она хочет смерти Инуяси. Мироку не может использовать Воздушную Дыру, пока в зеркале канны находятся души Кагомэ и крестьян. Но душа Кагомэ слишком велика, и зеркало не может сдерживать её. Кагомэ своими стрелами спасает Инуясю и попадает в зеркало. Души освобождаются. Кохару видит, как Мироку использует Воздушную Дыру и понимает, что тот ей не врал. Инуяся думает о Кикё. | |         |                  |
| 43. | Тэссайга, наконец, сломан «Цуй ни орэта тэссайга!» (ついに折れた鉄砕牙!)                                                      | 152—157 | 10 сентября 2001 |
| Инуяся и Санго ранены. Нараку говорит Кикё, что Инуяся возненавидел её за то, что она усилила Нараку осколками камня. Она приходит к Инуясе и говорит, что собирается убить Нараку и одновременно уничтожить камень душ. Инуяся рассказывает остальным и защищает её. Кагомэ огорчена. Появляется человек и сообщает, что на деревню напал демон, и падает замертво. Герои понимают, что это очередная ловушка Нараку. Демон Госинки - огромный монстр-телепат, который читает мысли и предугадывает все действия. Он ломает Тэссайгу и убивает Инуясю. Когда он хочет убить Кагомэ, Инуяся поднимается в новом демоническом облике, теряя человеческие эмоции. Он убивает Госинки и предупреждает Кагомэ не подходить к нему, чувствуя желание убивать. Но та подходит и командует "сидеть", после чего он становится собой и ничего не помнит о произошедшем. | |         |                  |
| 44. | Одержимый меч Кайджимбо! «Кайдзинбо но дзя:аку на цуруги» (灰刃坊の邪悪な剣)                                                  | 157—161 | 17 сентября 2001 |
| Сэссёмару почувствовал, что запах крови Инуяси стал полностью демоническим. Сэссёмару приносит мастеру мечей Кайдзимбо, опальному ученику Тотосая, голову Госинки, чтобы тот выковал из его клыков меч сильнее Тэссайги. Миога говорит, что Тэссайга сдерживал демоническую кровь Инуяси, и теперь он не сможет контролировать её хорошо. Кагомэ боится, что, став демоном, Инуяся забудет друзей, но он думает, что всегда будет самим собой. Тотосай берётся чинить Тэссайгу, используя для скрепления клык Инуяси. Созданным Кайджимбо меч, Токудзин, овладевает рассудком мастера, и он появляется, чтобы убить Инуясю именно в тот день, когда Инуяся в человеческом облике. Хирайкоцу, бумеранг Санго, сломан. Тотосай приносит Тэссайгу, ставшую сильнее, с рассветом восстанавливаются силы Инуяси. Но меч очень тяжёлый из-за клыка Инуяси. | |         |                  |
| 45. | Токуджин достаётся Сэссёмару «Сэссёмару, Токидзин о фуру» (殺生丸、闘鬼神を振るう)                                            | 161—163 | 8 октября 2001   |
| Кайдзимбо не выдерживает силы Токудзина и погибает. Меч окружён сильной злой аурой, и герои не знают, что с ним делать. Мёга предостерегает говорить Инуясе правду, связывающую Тэссайгу с его силой. Кагура говорит Сэссёмару, что его меч готов. Он забирает Токудзин, сумев справиться с его силой, и хочет сразиться с Инуясей. Инуяся не может нормально управлять тяжёлым Тэссайгой, и Сэссёмару выбивает клинок. Но когда он готов нанести Инуясе смертельный удар, тот трансформируется в демона. Тотосай помогает всем сбежать, Кагомэ сдерживает Инуясю. Сэссёмару осознаёт, что был напуган. Кагура надеется, что когда-нибудь Сэссёмару сможет убить Нараку и она будет свободна. | |         |                  |
| 46. | Джеромару и Кагеромару «Дзюромару то кагэгомару» (獣郎丸と影郎丸)                                                             | 164—170 | 15 октября 2001  |
| Кога спрашивает, где находится замок Нараку, и уходит без ответа. Кога прибегает на запах Нараку, тот натравляет на него демона Дзюромару. Кога чувствует опасность и убегает, а Дзюромару переключается на прибежавшего Инуясю. Из Дзюромару выделяется демон Кагэромару, маленький и быстрый, который управляет Дзюромару. Кога возвращается в страхе за Кагомэ. Мироку защитил Сайго и был ранен. Инуясе легче использовать меч, защищая Кагомэ. Вместе Кога и Инуяся побеждают. Кога удаляется, вновь назвав Кагомэ своей женщиной. Инуяся злится и обвиняет Кагомэ во флирте, она вновь хочет уйти домой. | |         |                  |
| 47. | Томящееся в Нару сердце Онигумо «Нараку ни нокору онигумо но кокоро» (奈落に残る鬼蜘蛛の心)                                   | 170—174 | 22 октября 2001  |
| Кагомэ ненадолго возвращается домой. Кикё говорит наблюдающему за ней Нараку, что он не убивает её из-за любви Онигумо, который ещё жив в ней. Нараку посылает к ней демона, забирающего мёртвые души, и забирает души, живущие в ней, из-за этого Кикё вынуждена бежать. Она сталкивается с Инуясей, когда тот у колодца ждёт Кагомэ. Инуяся убивает демона, и души возвращаются к Кикё. Кагомэ возвращается и бежит на свет душ. Инуяся говорит с Кикё о том, как они изменились. Он хочет быть с Кикё, а она сравнивает его с Онигумо. Кагомэ из-за дерева видит, как Инуяся обнимает Кикё и просит не сражаться. Кикё сначала поддаётся, а затем вырывается из его рук и твердит об уничтожении Нараку. Кикё улетает. Инуяся замечает Кагомэ. Он не отводит взгляд. | |         |                  |
| 48. | Я хочу вернутся к месту нашей встречи! «Дэатта басё ни каэгитай!» (出会った場所に帰りたい!)                                   | 174—176 | 29 октября 2001  |
| Кагомэ убегает и возвращается к себе. Она решает, что она лишняя и не хочет возвращаться. Инуяся тоже думает, что раз он не смог бросить Кикё, он не должен больше видеться с Кагомэ. Мироку догадывается, что произошло. Все хотят, чтобы Инуяся поговорил с Кагомэ. Каэдэ говорит, что Кикё - лишь имитация, но Инуяся готов идти за ней и на тот свет. Кагомэ нужно вернуть осколки камня душ. Девочки в школе спрашивают её про "жестокого эгоистичного парня", Кагомэ сказала, что её бросили и она не будет об этом говорить. Когда Кагомэ пытается вернуться, она желает смерти Кикё, и стыдится этого. Она приходит к Госинбоку и думает, зачем всё это было. Она понимает, что любит Инуясю. Её замечает мама, и рассказывает, что именно здесь отец сделал ей предложение. Мироку, Санго и Сиппо предлагают Инуясе окончательно порвать с Кагомэ, чтобы она не мучилась. Но Инуяся боится потерять Кагомэ. Все думают, что он просто играет с обеими. Появляется Кагомэ. Она говорит, что понимает всё, что Инуяся связан с Кикё её смертью, но она хочет просто быть рядом, хочет видеть Инуясю. Она просит разрешить ей остаться и берёт Инуясю за руку. | |         |                  |
| 49. | Потерянные воспоминания Гохаку «Усинаварэта кохаку но киоку» (失われた琥珀の記憶)                                             | 177—180 | 5 ноября 2001    |
| Герои находят место, где был замок Нараку, и Мироку перезахоронил останки семьи Санго. Кохаку сбежал из замка Нараку с осколком Камня Душ, он ничего не помнит. На него нападают посланцы Нараку, Кагомэ чувствует осколок, они спасают Кохаку. Санго разговаривает с ним. Санго ссорится с Инуясей, который думает, что это ловушка Нараку, Кохаку собирается уйти. Появляется толпа демонов, Санго спасает его и остаётся драться, Кагомэ и Кохаку прячутся. Он вспоминает приказ Нараку "Убей Кагомэ". | |         |                  |
| 50. | Я не могу забыть это лицо «Ано као га кокоро кара киэнай» (あの顔が心から消えない)                                            | 180—182 | 12 ноября 2001   |
| Санго видит раненую Кагомэ. Кохаку убегает, она бежит за ним, чтобы убить и избавить от контроля Нараку, а затем умереть самой. Мироку, несмотря на ядовитых пчёл, открывает Кадзаану. Он понимает, что цель демонов - не убить Кохаку, а задержать их с Инуясей. Инуяся бросается спасать Кагомэ. Та объясняет, что Кохаку мог убить её, но не стал. Инуяся мешает Санго убить Кохаку. Кагура забирает Кохаку, Нараку вновь лишает его воспоминаний, но он помнит лицо сестры. | |         |                  |
| 51. | Инуяся потерявший сердце «Кокоро о куварэта инуяся» (心を喰われた犬夜叉)                                                      | 182—184 | 19 ноября 2001   |
| Сэссёмару приходит к древнему дереву Бокусэно, из которого были вырезаны ножны для его с Инуясей мечей, и узнаёт, что если лишить Инуясю Тэссайги, демоническая кровь возьмёт верх над его рассудком, потому что он лишь полудемон. Инуяся и остальные помогают мальчику и дедушки добраться до деревни, на которую вдруг нападают бандиты, главарь которых - демон Гатэнмару. Демон ранит Инуясю отравленным оружием и выбивает Тэссайгу, Мироку ставит вокруг них барьер. Яд действует сильнее, чем регенерация Инуяси. Инуяся начинает трансформироваться. | |         |                  |
| 52. | Вот она! - истинная природа демона «Томэрарэнай! Ёкай но хосёу» (止められない! 妖怪の本性)                                    | 185—187 | 26 ноября 2001   |
| Инуяся перевоплощается и убивает демона, а затем и всех людей из его банды без разбору. Появляется Сэссёмару, Инуяся дерётся с ним, не обращая внимания на раны, не помня самого себя. В конце концов он теряет сознание, а Кагомэ и остальные пытаются его защитить. Сэссёмару говорит, что убивать Инуясю без рассудка - не победа, и удаляется. Инуяся приходит в себя и понимает, что убивал людей. Инуяся не может смыть с рук запах крови. Он говорит, что ни о чём не жалеет, но боится, что в следующий раз убьёт Кагомэ. | |         |                  |
| 53. | Смертельный враг отца - Рюкотсусей «Тити но сю:кутэки — рюкоцусэй» (父の宿敵 竜骨精)                                          | 187—189 | 3 декабря 2001   |
| Кагоме рассказала Инуясе о его связи с Тэссайгой, и он пошёл к Тотосаю, чтобы узнать, как управлять Тэссайгой. Тот ответил, что Инкяся должен превзойти отца и убить демона, которого запечатал отец, но не смог убить, Рюкоцутея. Инуяся отправляется туда, появляется Нараку и ломает Печать. Демон оживает, оказывается, отец Инуяси умер после битвы с ним. Рюкоцусэй может своей силой уничтожить всю страну. Он выбивает Тэссайгу, и Инуяся трансформируется. кагомэ и остальные узнали у Тотосая, где Инуяся, и отправились за ним. Тотосай говорит, что единственный способ победить Рюкоцусэя - применить к нему Бакурюха, сильнейшую атаку Тэссайги. Во время трансформации Инуяся различает голос Кагомэ. | |         |                  |
| 54. | Сильнейшая атака Тэссайги - Бакурюуха «Тэссайга но оуги — Бакурюха» (鉄砕牙の奥義 爆流破)                                     | 190—192 | 10 декабря 2001  |
| Трансформированный Инуяся ранит Рюкоцусэя, затем, с огромным трудом контролируя себя и под защитой товарищей, добирается до своего меча. Таким образом он побеждает самого себя, демона в себе, и меч становится для него лёгким. Инуяся ранит Рюкоцусея в сердце, но чтобы убить, его надо разрубить на части. Инуяся видит, как Рана Ветра окружает Тэссайгу. Он может теперь использовать её всегда. Однако монстр не повреждён. Он бросает в него энергетический шар огромной силы. Но у Инуяси получается использовать Бакурюху, и аура меча пересиливает. Монстр побеждён. Тотосай объясняет, что Бакурюха получается, когда закрученной Раной Ветра обращаешь чужую ауру в обратную сторону. Но бить надо в чёткую точку и обладать более сильной аурой. Инуяся хвастается, что может в любой момент использовать Рану Ветра и устраивает обвал. | |         |                  |

### Сезон 3 (серии 55-82)
| 55. | Цветочный камень и первая любовь Сиппо «Иси но хана то сиппо но хацукой» (石の花と七宝の初恋)                | 199—200     | 17 декабря 2001 |
| В одном спокойном городке Сиппо встречает девочку-сироту Сатсуки, которая ждёт брата с войны. Он оставил ей осколок Камня Душ, чтобы исполнилось её желание и он вернулся. Её зовёт к себе жить старейшина, но она ждёт брата и ей приходится воровать еду. Кагомэ видит, что её осколок это обычный камешек. Мироку изгоняет из дома старейшины демона, и он, прикинувшись братом Сатсуки, берёт её в плен, разбивает её камешек и требует Сиппо отдать осколки Камня Душ. Сиппо спасает Сатсуки и пытается драться с демоном, но он слабее. Появляется Инуяся и пробует использовать Бакурюху, но аура демона слишком слабая. Инуяся просто добивает демона, а девочка переселяется к старейшине, ведь она знает, что её брат уже умер. | |             |                 |
| 56. | Красавица манящая в тумане «Кири но оку ни бидзё но юваку» (霧の奥に美女の誘惑)                              | 206—207     | 14 января 2002  |
| У Мироку воруют деньги. В одной деревне из лесу не возвращаются мужчины - говорят, там живёт демон в облике красивой девушки, которую когда-то оставили одну в лесу. Мироку отправляется его победить, а Санго следует за ним. Вместе они изгоняют и убивают демона, спасая душу девушки. Санго начинает понимать, что влюбляется в Мироку, но он слишком развратен. | |             |                 |
| 57. | Всё случилось в ночь на Тогенкё. Часть 1 «Субэтэ ва тогэнкё но ёру ни (Дзэнпэн)» (すべては桃源郷の夜に 前編) | 79—81       | 21 января 2002  |
| Инуяся замечает в горной реке плод Нинмэнки, который появляется, когда дерево удобрять людьми. Это делает отшельник Токадзин. Сначала он уменьшает людей, и Инуяся попадает к нему в тыкву, а Мироку с Кагомэ - в миниатюрный мир, люди в котором ждут просветления и не верят, что их просто убьют. Инуяся становится человеком - сегодня ночь новолуния. При помощи ножен Тэссайги он призывает меч и освобождается. Но Токадзин сейчас гораздо сильнее его. | |             |                 |
| 58. | Всё случилось в ночь на Тогенкё. Часть 2 «Субэтэ ва тогэнкё но ёру ни (Кохэн)» (すべては桃源郷の夜に 後編)   | 81—85       | 28 января 2002  |
| Токадзин пленил Инуясю и нашёл Кагомэ. Уменьшенный Мироку освобождает Инуясю воздушной дырой. Инуяся находит Кагомэ. Они выбегают к Нинменке и видят голову старого отшельника, который знает, как сделать из плодов Нинменки лекарство вечной жизни, поэтому Токадзин, бывший его учеником, не убил его. Чтобы помочь Кагомэ справиться с Токадзином, он превращается в лук. Осколки камня душ выпадают из Токадзина в Нинменку. Инуяся сталкивает Токадзина в пропасть и падает сам. Их ловят корни Нинменки, чтобы использовать как удобрение. Нинменка поедает Токадзина, встаёт солнце, Инуяся восстанавливает силы и побеждает дерево.                                                                                              | |             |                 |
| 59. | Сёстры-добровольцы «Бисё:дзё симай но дэси:ри сиган» (美少女姉妹の弟子入り志願)                              | Филлер      | 4 февраля 2002  |
| Санго, вернувшаяся в свою деревню, чтобы починить Хирайкоцу, встречает двух сестёр, сузуну и Серину, которые просят взять их в ученики. На их деревню регулярно нападают демоны. Санго решает остаться на пару дней и научить их азам. Ночью они выкрадывают демоническое оружие из деревни. Оказывается, они из деревни шпионов, которую уничтожили демоны. Санго бросается в погоню, потому что на ауру украденного слетятся демоны. Она защищает девочек, появляются её друзья и помогают одолеть остальных. | |             |                 |
| 60. | Чёрная мико. Проклятие 50 лет «Куро мико годзюнэн но норой» (黒巫女 五十年の呪い)                            | 192—194     | 11 февраля 2002 |
| У Кагомэ проблемы в школе, девочки понимают, что это связано с её тем самым "бывшим". Кагура приходит к Тёмной мико, которая когда-то сражалась с Кикё. Нараку предлагает ей сделку в обмен на Камень Душ. Каэдэ и остальные чувствуют злую силу. Вернувшуюся Кагомэ кусает змея. Тёмная мико накладывает на Кагоме проклятье, осколки камня Душ начинают управлять ей. Санго и Мироку отправляются на поиски мико и натыкаются на барьер Нараку. Барьер замечает Кикё. Кагомэ под действием проклятья стреляет в Инуясю. Она пытается сказать ему, чтобы он бежал. | |             |                 |
| 61. | Появление Кикио и Повелительница Шикигами «Араварэта кикё то сикигами цукай» (現れた桔梗と式神使い)          | 194—196     | 18 февраля 2002 |
| Инуяся не убегает, а Кагомэ почти попадает в него. Санго с Мироку не могут пробить барьер Цубаки. Кикё проходит через него и отвлекает Цубаки, из-за чего Кагомэ с Инуясей тоже смогли прийти. Кике предостерегает Цубаки не трогать Инуясю, хотя на Кагомэ ей наплевать. Кикё исчезает. Кагомэ пробивает барьер стрелой. Инуяся не может вступить с Цубаки в битву, потому что та угрожает убить Кагомэ как только он извлечёт меч. Она выпускает из себя демона сражаться с Инуясей. | |             |                 |
| 62. | Необозримые чары Тсубаки «Сокосирэну цубаки но дзюбаку» (底知れぬ椿の呪縛)                                   | 197—198     | 4 марта 2002    |
| Инуяся ранен, но смог ранить демона. Кагомэ вдруг теряет сознание и попадает в свой мир, где нет никаких признаков того, что она была в феодальной эре. Там она встречает Кике, которая спрашивает, кто она такая. Кагомэ надоело, что её всё время называют реинкарнацией Кикё. Кагомэ вновь очнулась и пустила стрелу в Цубаки, но промахнулась. Инуяся смог одолеть демона голыми руками. Цубаки выпускает сотню демонов для отвода глаз, пока её Сикигами приближается к Кагомэ. Но она отразила его, точно так же, как когда-то Кикё, и сняла проклятье. Цубаки убегает со своим осколком Камня Душ. Нараку решил пока оставить его ей.                                                                                              | |             |                 |
| 63. | Две помехи: Красная и Белая мико «Икутэ о хабаму кохару мико» (行く手を阻む紅白巫女)                         | Филлер      | 11 марта 2002   |
| Цубаки не понимает, почему проиграла, и приходит в храм, где когда-то обучалась. Там молодые мико Момидзи и Ботан, не знающие, что она - тёмная жрица, согласились помочь ей справиться с демоном. Кагомэ чувствует ауру камня, и все вместе с Каэдэ приходят к храму. Мико задерживают их, а в это время Цубаки выпускает запечатанного в пагоде сильного демона. Рядом с ней Кагура. Инуяся отбивает атаку мико, и все вбегают на территорию храма. | |             |                 |
| 64. | Тахоу - гигантский дьявол «Тахото но кёдай на они» (多宝塔の巨大な鬼)                                        | Филлер      | 18 марта 2002   |
| Инуяся и остальные сражаются с Кагурой и сикигами Цубаки, Цубаки освобождает демона м подчиняет себе. Мико, вместе с Сиппо и Мироку, летят на Кираре убедиться, что Цубаки - тёмная жрица. Цубаки обращается в монстра, и против неё не действуют никакие атаки, в конце концов Инуяся побеждает её Бакурюхой. Цубаки умирает в образе старухи, не понимая, где просчиталась, а Кагура забирает почти целый Камень Душ. | |             |                 |
| 65. | Прощай молодость. Прощай молодость «Сараба сэйсюн но хиби» (さらば青春の日々)                                | Филлер      | 8 апреля 2002   |
| Появляется Миога и говорит, что бежит от нечто ужасного. Ночью начинают происходить странные события - сначала Санго нападает на Мироку, потом Мироку, а затем Инуяся начинают себя странно вести. В конце концов оказывается, что на них сидела старая блоха Дзиога, невеста Мёги, который постоянно бегает от неё. Друзья решают их поженить, но Миога снова сбегает. | |             |                 |
| 66. | Барьер Нараку. Решение Кагуры «Нараку но кэккай кагура но кэссин» (奈落の結界 神楽の決心)                    | 201—203     | 15 апреля 2002  |
| Барьер над замком Нараку ослаб, и демоны стали чуять его. Сегодня ночь новолуния, и Инуяся потеряет силу, поэтому друзья решают отложить драки. Появляется Кога, который тоже чует замок Нараку. Из-за него Инуяся тоже рвётся в бой. Против Коги выступает Кагура с ордой скелетов. Он попадает в смерч-ловушку и не может отбиваться очень долго. Его друзья решили сбегать к Кагомэ попросить помощи у Инуяси. Кагура забирает осколки камня и исчезает. Кога и его друзья видят Инуясю человеком. Кагура приходит к Сэссёмару и просит его убить Нараку в обмен на осколки Камня Душ. | |             |                 |
| 67. | Предательский ветер вышел из под контроля «Фукиэрэру урагири но кодзэ» (吹き荒れる裏切りの風)                | 203—205     | 22 апреля 2002  |
| Сэссёмару отказывает Кагуре. Рин жалко её. Кагомэ лечит Когу. Все бросаются в погоню за Кагурой, которая удаляется от замка Нараку. Мироку приходит в голову мысль, что Нараку тоже ослабевает в день новолуния. Кога вновь дерётся с Кагурой, а остальные - с появившимися демонами Нараку. В последний момент Когу спасает Инуяся. Встаёт солнце, но Кагура успела увидеть человеческий облик Инуяси. Он использует Рану Ветра, но Кагуру спасают демоны Нараку. Кога забирает свои осколки и обещает не выдавать секрет Инуяси. Нараку угрожает Кагуре, она не рассказывает ему об Инуясе. | |             |                 |
| 68. | Королевская битва Сиппу «Сиппо э икари но тёсэндзё» (七宝へ怒りの挑戦状)                                     | Филлер      | 6 мая 2002      |
| Последний из оставшихся громовых братьев, Сотэн, вызывает Сиппо на дуэль. На самом деле Сотэн - кроха, ему помогает слуга, дракончик Корю. Сотэн берёт Сиппо в плен, Корю усыпляет Кирару валерьянкой, ловит Мироку и Санго в ловушку, притворившись девушкой, но у него не получается вырубить Инуясю командой "сидеть", притворившись Кагомэ, и Инуяся схватил его. В это время Сиппо и Сотэн соревнуются в рисовании, но Сотэну понравились мелки, которые Кагомэ подарила Сиппо, и они начали настоящую драку. Появляются Кагомэ с Инуясей, Кагомэ в восторге от Сотэна, выясняется, что Сотэн - девочка. Сиппо отдаёт ей мелки и они мирятся.                                                                                        | |             |                 |
| 69. | Безликий наводит ужас «Као но най отоко но кё:фу» (顔のない男の恐怖)                                         | 208—209     | 13 мая 2002     |
| Кагомэ дома рассказывает девочкам про сложные взаимоотношения с Инуясей, Когой и Мироку. Нараку выпускает очередное порождение - безликого демона. Он крадёт себе лицо и начинает разбойничать. Инуяся находит его и отрубает руку, но пчёлы Нараку восстанавливают его. Демон называет себя Мусо, как убитого им монаха, чьё лицо он взял. Появляется Кагомэ, Мусо видит воспоминания Онигумо и хватает её. | |             |                 |
| 70. | К Онигумо возвращается память «Ёмигаэтто онигумо но кио:ку» (よみがえった鬼蜘蛛の記憶)                       | 209—212     | 20 мая 2002     |
| Инуяся поражает Мусо раной ветра. Все думают, что Кагомэ лучше ненадолго вернуться в свой мир. Нараку приказывает Кагуре свести Мусо с Инуясей. Мусо приходит в пещеру Онигумо, у него появляются какие-то воспоминания. Туда приходят Кагомэ с Каэдэ, он нападает, но появляются остальные. Нараку приходит к Кике, и понимает, что не смог полностью избавиться от сердца Онигумо. Мусо восстанавливается после любых ударов. Кагура пытается понять, почему он не подчиняется Нараку. | |             |                 |
| 71. | Смертельная битва трёх «Мицудомоэ но сито но хатэ» (三つ巴の死闘の果て)                                      | 212—214     | 27 мая 2002     |
| Мироку понимает, что Мусо восстанавливается благодаря сердцу Онигумо. Но Кагура спасает Мусо и доставляет Нараку. Тот хочет слиться вновь, Мусо против, узнав, что Кикё ожила. Появляется Инуяся, он понял, что без сердца Онигумо Нараку чего-то лишился. Мусо пытается убить Нараку, но тот поглощает его. Мироку спрашивает Нараку про ночь новолуния и слабость Нараку как полудемона. Нараку говорит, что сам может выбирать этот день, а ещё во время него он делает себя сильнее. Рана Ветра не смогла пробить его барьер. Кикё понимает, что она не та, что была раньше. Она пытается понять себя, чего она хочет. | |             |                 |
| 72. | Странные тренировки Тотосая «Тотосай но кимё на сирэн» (刀々斎の珍妙な試練)                                  | Филлер      | 3 июня 2002     |
| Инуяся отправляется к Тотосаю, чтобы узнать, как пробивать барьеры. Того же хочет и дикий кот Бундза. Демон Нанафуси прогнал его племя с холма, где они жили и поставил барьер. Тотосай хочет принять баньку и использует помощь ребят. К Бундза прибегает кошка Торако и сообщает, что отец Бундзы, глава племени, решил сражаться с Нанафуси. Бундза спешит к нему, с ним Инуяся. Отец пойман в барьер, появляется демон. Инуяся разрушает барьер Раной Ветра и побеждает. Тотосай признаётся, что не учил Инуясю, а просто захотел помыться. Инуяся злится и уходит, и Тотосай просит Мёгу рассказать Инуясе, как справиться с барьером Нараку.                                                                                        | |             |                 |
| 73. | Мать Сиори и чувства Сиори «Сиори аяко то айцу но кимоти» (紫織母子とアイツの気持ち)                         | 214—215     | 10 июня 2002    |
| Мёга рассказывает, что чтобы сделать Тэссайгу способным разрушать сильнейшие барьеры, надо убить демона-нетопыря, который охраняет барьер к их логову. В деревне неподалёку от их логова Инуяся спасает женщину от нападок крестьян. Она - мать девочки-полудемона Сиори, дочери Цукуёмару. Её отец умер, и нетопырь Тайгокумару, её дед, потребовал девочку, чтобы она охраняла барьер. Но не сдержал обещания, и демоны-нетопыри не перестали нападать на деревню. Инуяся идёт с матерью Сиори к логову демонов. Барьер силён, а Тайгокумару притворяется, что его волнует судьба девочки, которую обижали в деревне. Инуяся вспоминает своё детство. Ночью нетопыри нападают на деревню.                                               | |             |                 |
| 74. | Красный Тэссайга, пробивающий барьеры «Кэккай я:буру акай тэссайга» (結界破る赤い鉄砕牙)                     | 215—218     | 17 июня 2002    |
| Сиори пока не умеет управлять барьером, так что Инуяся может убить и её. Он предлагает Сиори помочь. Она не знает, что делать, хочет быть с матерью. Тайгокумару признаётся, что убил сына, которого презирал. Бакурюха не смогла пробить барьер. Сиори решает отомстить за отца и изгоняет Тайгокумару из барьера. Инуяся победил, и он хочет уйти ни с чем, потому что не собирается убивать Сиори. Та предлагает ему разбить шар, который даёт силу хранителям барьера нетопырей. Шар защищает себя, и душа деда пытается убить Сиори. Инуяся разбивает кристалл и Тэссайга впитывает её силу. | |             |                 |
| 75. | Заговор 4х огненных Кошек «Хёнэко ситэнно но ин:боу» (豹猫四天王の陰謀)                                      | Филлер      | 24 июня 2002    |
| Появляется племя Огненных Кошек, которые нападали на местный край 50 лет назад, но отступили. Им нужны осколки Камня Душ, и кошки Сюнран, Каран и Сюран выкрадывают Кагомэ, как только она возвращается с Инуясей из своего мира. Кошка Каран приглашает в замок кошек Сэссёмару для боя и рассказывает, что они возродят Оякату-сама с помощью осколков Камня Душ, своего лидера, чтобы завоевать местные земли. Роякан, хозяин леса, предлагает помощь Сещемару, тот отказывается. Кагомэ же используют как наживку для Инуяси. У кошек какие-то старые счёты с демонами-псами. Кога чует запах Кагомэ вместе с кошками и тоже приходит на помощь. Они сталкиваются с барьером.                                                         | |             |                 |
| 76. | Цель: Сэссёмару и Инуяся «Тагэтто ва Сэссёмару то Инуяся» (標的は殺生丸と犬夜叉!)                            | Филлер      | 1 июля 2002     |
| Инуяся пробивает барьер. Сэссёмару советует Инуясе убираться. Миога рассказывает, что когда-то отец Инуяси сразил лидера котов Оякату. Дзакэн говорит, что когда кошки пришли мстить, Сэссёмару отогнал их, а Инуяся был запечатан. Даже слабые демоны вроде Роякана пытались тогда помочь Сэссёмару. Роякан рассказывает обо всём Коге. Кога плутает кругами. Сэссёмару дерётся с Карен. Санго и Мироку попадают в плен кошек, вместе с ними все жители города, их хотят принести в жертву Ояката-саме. | |             |                 |
| 77. | Клан огненной кошки и два меча «Хёнэкодзоку то футацу но кэн» (豹猫族とふたつの牙の剣)                       | Филлер      | 8 июля 2002     |
| Кошки отступают за барьер, где воскрешают своего предводителя с помощью Камня Душ. Ему нужны жертвы. Кога и Сэссёмару не могут пробить барьер, только Инуяся сломал его Тэссайгой. Кагомэ уводит людей. Инуяся ссорится с Сэссёмару. Ояката убивает своих же кошек, чтобы возродиться. С силой осколков камня он почти непобедим. Сэссёмару бьёт Тенсейгой, возрождая кошек и лишая их предводителя силы, а Инуяся добивает его Тэссайгой. Кошки решили не мстить и вернуться к себе. | |             |                 |
| 78. | На Санго положили глаз. Только ты «Санго мэдзаситэ онри ю» (珊瑚目指してオンリーユー)                        | Филлер      | 15 июля 2002    |
| Санго и остальных приглашают в замок, чтобы убить демона. Но предлагают баснословные условия и огромную оплату. Оказывается, 6 лет назад, Санго с семьёй уже защитили замок, и наследник хозяина замка, Такэда Кураноскэ, который теперь стал хозяином, влюбился в Санго. Он просит её убить демона, а затем выйти за него замуж. Кагомэ пытается настроить Мироку бороться за неё, но ничего не выходит. Санго побеждает демона, но он оказывается призраком, тогда Мироку защищает её и получает ранение. Санго, не зная как отказать, говорит Такэде, что у неё есть неоконченное дело и все покидают замок. | |             |                 |
| 79. | Джакен пытается выкрасть Тэссайгу «Дзякэн но тэссайга бун торисакусэн» (邪見の鉄砕牙ブン取り作戦)            | Филлер, 219 | 22 июля 2002    |
| Джакен хочет доказать Рин, что он полезен для Сэссёмару, и решает выкрасть Тэссайгу. Сначала он нанимает непутёвого демона, который выкрадывает много мелочи и осколки Камня Душ, а потом возвращает их. Затем притворяется точильщиком оружия, и затачивает все стрелы, посох Мироку, Хирайкоцу, вот только Инуяся не отдал меч на заточку. В конце концов он выкрадывает меч во время мытья Инуяси, но появляется Рин и её замечают, поэтому Инуяся забирает меч обратно. Кагура выкрадывает Рин. | |             |                 |
| 80. | Сэссёмару и похищенная Рин «Сэссёмару то сараварэта рин» (殺生丸とさらわれたりん)                            | 219—221     | 29 июля 2002    |
| Нараку предлагает Сэссёмару убить Инуясю в обмен на Рин. Для Сэссёмару подчинение противоестественно, и он решает прикончить Нараку. Нараку ослабляет барьер, чтобы Сэссёмару нашёл его логово, Инуяся чует запах Нараку. По пути к замку Кагомэ чует неподалёку осколок Камня Душ, и Инуяся бежит дальше один. Похищенная Рин охраняется Кохаку и демонами, они с Кохаку разговаривают. Когда прибегают Кагомэ и остальные, Кохаку узнаёт лицо Санго. Нараку дерётся с Сэссёмару, желая поглотить его тело. Инуяся пробивает барьер. Кагура дерётся с Инуясей вполсилы, надеясь, что он убьёт Нараку. | |             |                 |
| 81. | Наконец раскрыта загадка Нараку «Татикирэру нараку но якуэ» (断ち切れる奈落の行方)                           | 221—223     | 5 августа 2002  |
| Нараку начинает поглощать Сэссёмару, и пытается поглотить Инуясю, который сумел отбиться и ранить его, но Нараку убегает. Сэссёмару хочет преследовать Нараку, но тот напоминает о Рин. Кохаку собирается убить Рин по приказу Нараку. Инуяся с Кагомэ успевают вовремя, чтобы защитить Кохаку от Сэссёмару. Кохаку забирает Кагура, Кагомэ благодарит Сэссёмару за то, что он не убил Кохаку, Рин уходит с Сэссёмару. Кикё приходит к замку Нараку. Её интересно, почему она больше не чувствует нигде его барьера. | |             |                 |
| 82. | Связь между настоящим и средневековьем «Гэндай то сэнгоку но хадзама» (現代と戦国のはざま)                   | 223—224     | 12 августа 2002 |
| Кагомэ в своём времени узнаёт о скорой контрольной и остаётся подольше. У неё не получилось скопировать тетрадь подружки. Девочки спрашивают про её личную жизнь, она рассказывает, что Инуяся вечно дерётся с братом. Нараку бесследно пропал. Инуяся приходит за Кагомэ. Когда она идёт в школу, мама просит отнести ей завтрак, и Инуяся по дороге помогает схватить вора и спасает девочку из огня. Вечером Кагомэ не может сосредоточиться на учёбе, потому что Инуяся ей мешает, а затем все попытки его увлечь чем-то ещё заканчиваются плохо. В конце он всё-таки засыпает на кровати Кагомэ. Контрольную Кагомэ завалила. Они с Инуясей возвращаются в феодальную эру.                                                           | |             |                 |

### Сезон 4 (серии 83-110)
| 83. | Девочка волчий демон и Великое обещание «Онна ёродзоку то гэкко но якусоку» (女妖狼族と月虹の約束)                    | Филлер, 225     | 19 августа 2002  |
| С Когой встречается Аямэ, внучка старейшины волков. Она хочет выйти за него замуж, как он когда-то ей обещал. Он заявляет, что у него есть невеста, Кагомэ, и убегает. Аямэ не может вернуться без него, её племени грозит опасность, с которой они не справятся без осколков Камня Душ. Кагомэ не чувствует поблизости осколков Камня Душ. Аямэ отправляется по следам Коги. Кога добирается до замка Нараку и решил найти Инуясю, чтобы узнать, что там произошло. Когда Аямэ появляется в замке, там оказывается очередное страшное порождение Нараку и бросается за ней в погоню. Когда Аямэ добегает до Коги, тот узнал, что случилось в замке. Кога хватает Кагомэ, пока Инуяся дерётся с демоном. Демон убегает. Аямэ видит Когу с Кагомэ и напоминает о ночи лунной радуги, когда Кога спас ей жизнь и обещал взять в жёны. Кагомэ пристыдила его. | |                 |                  |
| 84. | Сверхскоростная помолвка «Тёсоку но ханаёмэ кохо» (超速の花嫁候補)                                                    | Филлер, 225-227 | 26 августа 2002  |
| Аямэ рассказывает, почему её дедушка хочет её брака с когой - неподалёку от их гор появилась сильная демоническая аура, а между племенами волков начались междоусобицы. Но это не только брак по расчёту, ведь её нравится Кога. Появляется демон. Кога и Аямэ пойманы им. Когда появляется Инуяся, Аямэ понимает, что Кагомэ не любит Когу. Демон оказывается "отходами" Нараку, использованным материалом, он не знает о планах Нараку, только говорит, что его невозможно найти. Демон глотает Когу и Аямэ, и Кога изнутри убивает его. Кога даёт указание волкам запомнить запах Нараку. Кога вспомнил, как познакомился с Аямэ, и сказал, что его жена должна видеть осколки Камня Душ. Аямэ решила научиться и ушла. Никто не знает, где теперь искать Нараку. Инуяся снова ссорится с Кагомэ насчёт Коги. | |                 |                  |
| 85. | Проходу нет от демонов. Демоническая голова «Дзяки га митиру они но куби дзё» (邪気が満ちる鬼の首城)                  | 228—229         | 2 сентября 2002  |
| Инуяся спасает бабушку-экзорцистку, которая не смогла убить слабенького демона. Она приводит их в город Демонической Головы, над которым висит проклятье. Все, кроме бабки-экзорцистки, чувствуют сильную демоническую ауру и подавлены ей. В замке хозяин ведёт себя странно и убивает всех слуг, показавшихся ему на глаза. Ночью на город нападает демоническая голова, Мироку понимает, что это простая иллюзия. Взглянув на хозяина замка он понимает, что тот - человек, а демон где-то ещё. Химе, дочь хозяина, спускается с Мироку в подвал, где сломана печать демона, Мироку видит останки монахов. Химе и есть демон, она собирается съесть Мироку и получить его силу. В это время хозяин под действием проклятья приобрёл демонический облик, и все отвлекаются на него. | |                 |                  |
| 86. | Секрет принцессы «Ёрисиро но химэ но химицу» (依り代の姫の秘密)                                                       | 230—231         | 9 сентября 2002  |
| Пока Инуяся дерётся с поддельным демоном, Санго с бабкой-экзорцисткой отправляются в подвал к Мироку. Санго, как и Мироку, обездвижена демонической аурой, а бабушка о ней и не догадывается. Её соль помогла Мироку отогнать демона, от него остаётся только голова. Кагомэ обнаруживает труп настоящей Химе. Появляется голова демона и забирает из трупа святую силу убитых монахов. Чтобы вернуть тело, ей нужно убить ещё одного. Она хочет забрать у Кагомэ осколки Камня Душ. Инуяся, догадавшийся, что его только отвлекали, и пытается убить голову Раной Ветра, но этого недостаточно. Мироку использует Воздушную Дыру, и демон исчезает. Из-за того, что пропал Нараку, демоны, которые боялись его, вновь объявились. | |                 |                  |
| 87. | Одинокое путешествие Кикио «Мэгуру кикё но кодоку на табидзи» (めぐる桔梗の孤独な旅路)                                | Филлер, 227     | 16 сентября 2002 |
| Кагомэ и остальные укрываются в лачуге от дождя. Инуяся пытается ухаживать за заболевающей Кагомэ. Кикё ищет Нараку и понимает, что его не найти по ауре. Она встречает разбойника-старика Разетсу, он болен и всё ещё жив потому, что у него есть осколок Камня Душ. Несмотря на то, что он хотел ограбить Кикё, она помогает ему. Он рассказывает, что встречал в молодости мику Кикё, похожую на неё. Онигумо тогда подослал его убить её, но Инуяся защитил её. Тогда-то Разетсу и поджёг Онигумо за то, что тот подставил его. Разбойник хочет быть похоронен в месте, где даже ему могут проститься его грехи. Он понимает, что не дотянет, и отдаёт осколок камня Душ Кикё. Он просит похоронить прядь его волос в том месте. Кикё узнаёт, что это храм Хакусина на горе Хакурэй. | |                 |                  |
| 88. | Три духа бога обезьян «Саругами-сама но сан сэйрэй» (猿神さまの三精霊)                                                | 232—233         | 14 октября 2002  |
| В одной деревне Инуясю принимают за собачьего бога,Инугами. Оказывается, обезьяны перерыли все деревенские огороды. Когда Инуяся находит их, они дают ему камешек, который становится огромным, и Инуяся не может бросить его. Кагомэ удаётся найти с ними общий язык и узнать, что они ищут камень, тело своего бога Саругами, который они охраняли и который пропал после пожара в святилище. Они не помнят, как снять заклятье с Инуяси. Все начинают искать камень по всей деревне, в конце концов Кагомэ догадывается, что он в сарае с овощами. Саругами снимает заклятье с Инуяси и рассказывает, как видел сильную злую ауру, двигающуюся на северо-восток и вдруг исчезнувшую. Скорее всего, это был Нараку. Жители деревни собираются построить новое святилище Саругами. | |                 |                  |
| 89. | Разница в визитах между "этим парнем" и "ним" «Айцу то карэ омимай тайкэцу» (アイツと彼のお見舞い対決)                | Филлер          | 21 октября 2002  |
| Кагомэ заболела. Инуяся втайне отправился собирать ингредиенты для её лекарства, по пути убивая и многих демонов. Каэдэ и жители деревни удивились, куда они все подевались. Когда Инуяся пришёл обратно с кучей всего, Кагомэ была уже у себя. К ней приходят подружки и Ходжо-кун. Оказывается, завтра контрольная. Кагомэ хочет на неё пойти, несмотря на болезнь. Все помогают ей. В то же время приходит Инуяся, но не сталкивается с ними. Девочки рассказывают Ходзё, что у Кагомэ вертится какой-то нехороший парень. Инуяся возвращается с ингредиентами и делает Кагомэ лекарство, которым когда-то его лечила мать. Ночью Инуяся смотрит фотографии. Кагомэ выздоравливает и пишет контрольную. | |                 |                  |
| 90. | Храброе признание Соты «Омойкита сота но кокухаку» (思いきった草太の告白)                                             | Филлер          | 28 октября 2002  |
| Кагомэ берёт Инуясю с собой по магазинам и они замечают Соту около цветочной лавки. Кагомэ понимает, что Сота влюбился. Сота спрашивает у Инуяси, кто кому первый признался в любви- он думал, что Инуяся с Кагомэ любовники. Он рассказывает, что ему нравится Хитоми-чан из его класса. Сота просит Инуясю отрепетировать с ним сцену его признания в любви. Это случайно видит Кагомэ. Она решает помочь Соте и одевает его в костюм. Он идёт в школу с цветами. Но Сота не смог признаться. Инуяся решает поднять его боевой дух и делает вид, что тренирует. На следующий день Сота снова возвращается. Тогда Инуяся выгоняет его из дома и грозит не пускать, пока он не признается. Сота всё-таки признаётся Хитоми, и она соглашается быть с ним. | |                 |                  |
| 91. | Загадочный экзорцист и чёрная Кирара «Аящи: китощи то курой Кирара» (怪しい祈祷師と黒い雲母)                          | Филлер          | 4 ноября 2002    |
| Инуяся и Кагомэ вернулись обратно в период Сэнгоку. Инуяся говорит, что наконец они займутся поисками Нараку, ведь и так много времени потратили на всякие глупости. Кагомэ обиделась на то, что её болезнь назвали глупостью, и Инуяся, чтобы не получить от неё, ушёл далеко вперёд, вновь оставив всех позади. В одной деревне экзорцист говорит людям, что двухвостые кошки приносят беды, и жители под его заклятием прогоняют одну такую. Одна девочка в лесу ищет свою кошку по кличке Куроро. Шиппо же идёт вслед за Кирарай, которая шла не понятно куда и зачем. Он наткнулся на речку и решил умыться. Там он увидел девочку, которая сразу ему понравилась. Оказалось Кирара шла на её голос. Она перепутала Кирару с Куророй. Шиппо стал пояснять, что она не Куроро, но девочка не обращала на него внимания. Она надела на Кирару колокольчик и хотела забрать к себе, но тут пришли деревенские. Девочка убежала, сказав Кираре бежать, а местные также перепутав Кирару с Куророй, стали закидывать её и Шиппо камнями. Пришли Кагомэ, Санго, Мироку и Инуяся. Деревенские сказали, что они заодно с бесовской кошкой. Инуяся подумав, что это про него разозлился, но Мироку сказал, что сам всё уладит. Но в него самого стали бросать камни, и уже он разозлился. Пришёл другой местный и остановил остальных, сказав, что кошки злопамятны и способны проклясть род на семь поколений вперёд. Ещё он пояснил, что это не Куроро. Пока он извинялся за произошедшее, Шиппо думал о той девочке, которая и Кираре тоже понравилась. Тот мужчина привёл друзей Инуяси к себе домой. Там он рассказал, что Куроро раньше жила в их деревне, и дети её очень любили. Но пришёл к ним экзорцист и сказал, что двухвостые кошки беды приносят. И деревенские, чтобы их избежать, прогнали Куроро из деревни. Кагомэ, Санго, Мироку и Инуяся услышав эту историю заподозрили неладное, а Шиппо решил найти её хозяйку. Выйдя из дома, он услышал голос той девочки, она вновь искала демонессу. Он подошёл к ней, вновь объяснил, что она спутала Куроро с Кирарай и предложил помощь. Девочка, чьё имя – Комэ, согласилась. Экзорцист, что пожаловал в деревню, поставил демонический барьер в храме на окраине, чью ауру почувствовали друзья Шиппо, ища его. Они понимают, что подозрения были верны и спешат к храму. Шиппо и Комэ ищут Куроро, но не находят. Комэ очень волнуется, ведь Куроро скоро должна окотиться. Шиппо обещает, что точно найдёт её, но тут из демонической ауры появилось куча крыс. Они понеслись на них. Шиппо использовал юлу-давилка и побежал с Комэ на спине. Крысы прибегают в деревню. Экзорцист, оказавшийся демоном-крысой, радуется, что Куроро покинула деревню и теперь он может в ней хозяйничать. Бегущего Шиппо за ноги кусают крысы, он больше не может бежать. Тут на помощь является Куроро и сражается с крысами. Инуяся с остальными натыкаются на демонический барьер у храма. Инуяся с помощью Алого Тэссайги пробивает его. Является тот экзорцист в демоническом обличье. Инуяся использует Рану Ветра против него, но ёкай тут же восстанавливается. Мироку поясняет, что это не истинное обличье демона и меч не поможет. Он хочет использовать Воздушную дыру, но Тессо сбегает. Куроро победив крыс, ведёт Шиппо и Комэ в пещеру. В ней находятся котята. Демон появляется возле той пещеры, почуяв ребёнка и хочет его съесть. Шиппо и Куроро чувствуют демоническую ауру. Куроро выходит наружу, сражаться с демоном, а Шиппо и Комэ остаются, защищать котят. Во время драки пещеру заваливает. Шиппо пытается прокопать выход. Инуяся с друзьями видят деревенских, которые вновь ищут Куроро. Первее её находят они. Она ранена, но ведёт их к пещере. Воздуха становится меньше, Комэ сложнее дышать, Шиппо прокапывает выход, но на него нападает Тессо. К нему на выручку явился Инуяся. Мироку находит истинное обличье демона, он прятался за камнем. Инуяся бьёт в него Раной Ветра и побеждает. Комэ с котятами спешит к упавшей без сил Куроро. Деревенские благодарят Инуясю и остальных за убийство демона. Перевязанная Куроро кормит котят. Инуяся дразнит Шиппо, который влюбился в Комэ. Кагомэ за это говорит ему «сидеть». | |                 |                  |
| 92. | Амбиции оживлённых «фуккацу сита монотати но я:бо» (復活した者たちの野望)                                             | Филлер          | 18 ноября 2002   |
| Кикё встречает обессиленную девушку, такую же возрождённую, как она сама, и даёт ей несколько душ, хотя та недовольна этим. В местных краях появилась загадочная армия неубиваемых воинов. Инуяся помогает той же девушке, Эндзю, спастись от них. Эндзю рассказывает, что её и воина Каварамару оживила Урасуэ, чтобы Эндзю делала глиняных кукол, а Каварамару руководил армией. После смерти Урасуэ Каварамару заставлял Эндзю продолжать делать кукол, давая ей взамен души. Эндзю решила умереть и сбежала. Инуяся чует запах Кикё и встречается с Каварамару. Каварамару натравил на Инуясю своих бойцов и демона, также оживлённого Урасуэ. При помощи Раны Ветра Инуяся уничтожает всех. Эндзю решает попробовать жить, а собиратели душ Кикё иногда приходят к ней. | |                 |                  |
| 93. | Загадка странствующего монаха-соблазнителя «Сюцубоцу суру надзо но су:кэбэ хоси» (出没する謎の助平法師)               | Филлер          | 25 ноября 2002   |
| В очередной деревне крестьяне озлобились на Мироку, а девушки все от него без ума. Крестьяне обвинили его, что он продавал неработающие обереги и всех обманывал. Кагомэ понимает, что в это время Мироку был с ними, а Мироку утверждает, что в этой деревне он впервые. Поддельный Мироку в это время наткнулся на деревню, где в пещере действительно живёт демон. Оказывается, это демон-ласка, а поддельный мироку - енот Хати. Ласка готовится убить Хати, когда появляется настоящий Мироку с компанией. Мироку прогоняет ласку в горы. Хати рассказывает, что очень хотел покушать и решил изобразить хозяина, но вошёл во вкус. Он старался быть похожим на Мироку, и единственное отличие было в том, что Хати больше нравился девушкам. Он сказал Мироку, что главное - чистосердечность. | |                 |                  |
| 94. | Те кто создают Камень Душ. Часть 1 «Сикон но тама о цукуру моно (Дзэнпэн)» (四魂の玉を造る者 前編)                    | Филлер          | 2 декабря 2002   |
| Кагомэ чувствует осколок Камня Душ. Они спасают от демона священника Идзумо. В демоне оказывается поддельный Камень Душ, который сразу рассыпается. Идзумо рассказывает, что демон Оротидаю создаёт подделки и скоро сможет сделать качественный Камень Душ. Они приходят в деревню, где маленький мальчик рассказал, как несколько дней назад демоны увели всех жителей. Приходят демоны, у каждого есть Камень Душ. Для людей он ядовит, поэтому Мироку не может использовать Воздушную дыру. Демоны забирают мальчика и Идзумо. Демон-лягушка Гамадзиро вынимает человеческие души, из которых делают поддельные Камни. Инуяся и остальные находят их логово, против них выступает демон Гю с булавой со множеством Камней Душ. Рана ветра на него не сработала. Гю хочет забрать чистую душу Кагомэ и осколки Камня Душ. | |                 |                  |
| 95. | Те кто создают Камень Душ. Часть 2 «Сикон но тама о цукуру моно (Кохэн)» (四魂の玉を造る者 後編)                      | Филлер          | 9 декабря 2002   |
| Санго, Сиппо и Мироку спаслись из-под обвала. Демоны утащили Кагомэ и Инуяся последовал за ними. Кагомэ очнулась и встретила Идзумо, которому приказали создать настоящий Камень Душ. Кагомэ думает, где найти огонь, чтобы победить демона-жабу. Инуяся и остальные весь день дерутся с демонами, пытаясь добраться до Кагомэ. Ночью Идзумо превращается в Гю. Он полудемон, который хочет создать Камень Душ, чтобы стать человеком. Для этого ему нужна душа Кагомэ, погибшей в сражении, и четыре души-составляющих человека. Он собирается взять отвагу Инуяси, мудрость Мироку, любовь Санго и дружбу Сиппо. Жаба ловит Сиппо, Санго и Мироку в свои шары душ. Инуяся побеждает Орочидаю, и Гю становится главным. Кагомэ говорит, что он не станет человеком ценой их жизней, потому что осквернит Камень Душ. Он глотает Камни Душ со своей булавы и становится сильнее. Он почти победил Инуясю, но встаёт солнце и он превращается в человека и умирает от ядовитых Камней Душ. | |                 |                  |
| 96. | Джакен заболел «Бёки ни натта ано дзякэн» (病気になったあの邪見)                                                      | Филлер          | 13 января 2003   |
| Ища в лесу еду, Рин сталкивается в шершнями Нараку. Сещемару перебил почти всех, но несколько укусили Джакена. Сэссёмару отправляется следом за оставшимися, чтобы вычислить Нараку. Рин по просьбе Джакена летит на поля Дзинэндзи за вековечным цветком, который может его вылечить. Туда направляются Кагомэ и остальные. Пчёлы Нараку, пролетая мимо них, умирают. Сэссёмару думает, что Инуяся убил их, начинается драка. Сэссёмару отбивает Рану Ветра и выбивает у Инуяси Тэссайгу. Кагомэ говорит ему, что Нараку надо искать в стороне Быка и Тигра (на северо-востоке), и он не убивает Инуясю. Дзинэндзи в этот день в человеческом облике, поэтому он не может достать ягод вековечного цветка, который растёт в ущелье за горой, где полно демонов. Рин отправляется сама. А и Ун защищают её от демонов. Сэссёмару спасает её, когда она сорвалась со скалы. Дзакэн спасён. Дзинэндзи рассказывает о девочке, которая приходила, и говорит, что у неё большое и тёплое сердце, как у Кагомэ. | |                 |                  |
| 97. | Кирара пропала «Каэттэ конай кирара» (帰ってこない雲母)                                                               | Филлер          | 20 января 2003   |
| Санго обнаружила, что кирара исчезла, хотя обычно не уходит одна. К вечеру она не вернулась. Сиппо напомнил всем, как они обижали Кирару: Инуяся тренировал на ней Рану Ветра, из-за чего она облезла, Кагомэ забыла, что обещала быстро вернуться, и оставила её на ночь у колодца, Мироку с её помощью привлекал девушек. В лесу они встречают демона, и среди костей разных животных видят платок, который Санго дарила Кираре. Они убивают демона. Санго плачет. Появляется Кирара и Миога, который просил её помочь перетащить точильный камень Тотосая, чтобы заточить Тэссайгу. Он предупреждал Сиппо, но тот спросонья не запомнил. | |                 |                  |
| 98. | Кикио и Кагоме вдвоём в пещере «Докуцу ни ва кикё то кагомэ но фута:ри да:кэ» (洞窟には桔梗とかごめの二人だけ)        | Филлер          | 27 января 2003   |
| Кикё видит плачущую девочку, это оказывается иллюзией, и её затягивает куда-то. Кагомэ ссорится с Инуясей, потому что он плохо отозвался о её карри, ведь у него чувствительный язык. Кагомэ уходит гулять и заходит в пещеру, услышав плач. Она встречает Кикё, которая объясняет, что они внутри демона, пожирающего жриц. Кикё обессилена и не надеется спастись. Они добираются до центра пещеры, где находится сердце демона. Очищающие стрелы на него не действуют, и Кагомэ хочет выстрелить осколком Камня Душ, но баночка вылетела у неё из рук и демон не подпускает её. Она стреляет осколком Кикё, но его силы недостаточно. По просьбе Кикё она добирается до остальных осколков, и они молитвой сплавляют их в один. Демон повержен. Кикё спрашивает, зачем Кагомэ помогала ей. Кагомэ говорит, что есть те, кому будет не хватать Кикё. Кикё оставляет свой осколок Кагомэ. Кагомэ встречает Инуясю, который её искал. | |                 |                  |
| 99. | Кога и Сэссёмару - опасная встреча «Сэссёмару то кога кикэн согу» (鋼牙と殺生丸 危険な遭遇)                           | Филлер          | 3 февраля 2003   |
| Волки, отправившиеся вместе с Когой искать Нараку, ищут еду - людей они больше не трогают. Случайно им встречается Рин. Волки помнят, что однажды загрызли её, и ещё видят с ней Сэссёмару. Они спрашивают про него у Кагомэ, и она рассказывает, что он жестокий и опасный. Гинта и Хаккаку стараются любой ценой не допустить встречи Коги и Сэссёмару. Они опасаются, что те подерутся из-за Рин. Они даже пытаются остановить Сэссёмару, но Кога появляется, они вместе отбиваются от слабеньких демонов, причём Кога защищает Рин, и расходятся. Гинта и Хаккаку рассказывают, чего они боялись, и Кога говорит, что у него нет причин драться с Сэссёмару. Сэссёмару тоже не видит необходимости убивать их за Рин. Кога дарит Кагомэ цветочки в благодарность за чипсы, Инуяся злится. | |                 |                  |
| 100. | Кошмарная реальность. Битва в лесу отчаяния «Акуму но синдзицу надэки но мури но татакай» (悪夢の真実 嘆きの森の戦い) | Филлер          | 10 февраля 2003  |
| Инуяся с компанией заплутали в лесу. Они встретили демона-мотылька, похожего на Гатэнмару. Он поймал всех, кроме Инуяси, в коконы, и навёл морок. Все по многу раз переживали то, чего боялись: Санго - историю с братом, Мироку - погоню за Нараку, и то как затянул в Воздушную дыру своих друзей, Сиппо - смерть отца, Кагомэ - появление Нараку в своём мире. Инуяся победил демона Раной Ветра, но демон собирается восстановить своё тело из его друзей и съесть их объятые страхом души. Инуяся пытается пробить коконы и докричаться до них. В конце концов в своих видениях они вспоминают именно его поддержку и все побеждают свои страхи и выбираются из коконов. Инуяся разрушает барьер и все видят, что лес тоже был мороком. | |                 |                  |
| 101. | Семь лет спустя. Поздний снег «арэ кара ситинэн мэ но нагори юки» (あれから七年目のなごり雪)                          | Филлер          | 17 февраля 2003  |
| Мироку рассказывает Санго, как в здешних краях его спасла в метель женщина Коюки. Они видят замёрзшего человека, его приятели рассказывают, что снежный демон замораживает людей. Начинается снег, к Мироку выходит девушка похожая на Коюки, зовёт его в дом, где якобы его дети. Санго он не слышит. Инуяся с Кагомэ и Сиппо отправляются их искать, крестьяне дают им укрепляющее зелье. Они находят в сугробе Санго, и от зелья ей становится лучше. Инуяся пробивает барьер и они попадают в убежище демона. Мироку там нянчится с кучей детей. Снежный демон, чтобы получить осколки Камня Душ, вызывает снежного барса. Инуяся прорывается к Мироку и тот видит, что нянчил снежки, и побеждает женщину, но её силы переходят к барсу. Кагомэ поджигает его с помощью фейерверков и зелья. Мироку поясняет, что женщина, пережившая войну, собирала и нянчила души мёртвых детей, когда ей завладел снежный демон. | |                 |                  |
| 102. | На демонов волков напали зомби «Бокурэй ни одзоварэта ёродзоку» (亡霊に襲われた妖狼族)                                | 234—235         | 24 февраля 2003  |
| На северное племя волков нападает зомби, который пожирал демонов в горах. Им приходится бежать со своих земель. Старейшина всё ещё надеется на помощь Коги. Дядя Аямэ раненый задерживает голодных демонов, гонимых зомби. Появляется Кога и убивает их. Умирающий волк рассказывает ему, что происходит, и Кога решил разобраться с демоном. Аямэ со своим племенем встречается с Инуясей и остальными. Кагомэ обещает передать Коге, что они укрылись и в безопасности. Кога дерётся с зомби Кэкёцу, которого оживил осколок Камня Душ. Осколок светится, прибегает Аямэ. Кога побеждает, и Аямэ благодарит его. Осколок забрали пчёлы Нараку. Кохаку разговаривает с воином Дзякоцу, который спрашивает, привлекателен ли его противник, Инуяша. | |                 |                  |
| 103. | Воскрешение Армии Семерых «Ёмидаэтта ситининтай» (よみがえった七人隊)                                                 | 236—237         | 3 марта 2003     |
| В Уситоре переполох: местные жители рассказывают о проклятии могилы Шичининтай. Кагоме чувствует один осколок Камня Душ. Санго летит на Кираре и видит Кохаку. Он смутно помнит её лицо и дерётся с ней. Появляется туман, и Санго улетает. Кохаку разговаривает с Мукоцу. Дзякоцу встречает отряд людей, которых отрядили победить призраков Армии Семерых. Дзякоцу убивает всех, несмотря на то, что у них есть мушкеты. Инуяся чует кровь и все прибегают. Дзякоцу, очарованный его мохнатыми ушами, вступает с ним в бой, у него особый, похожий на хлыст Змеемеч. Санго на мгновение отвлекает его. Дзякоцу реагирует на женщину с отвращением, а вот мужчины его привлекают, да ещё как! | |                 |                  |
| 104. | Ужасный отравитель Мукоцу «Синобиёру доку цукай мукоцу» (しのびよる毒使い 霧骨)                                       | 238—240         | 10 марта 2003    |
| Один из Армии Семерых приходит в буддистский храм и решает сделать его их резиденцией. Появляется Мукоцу и напускает ядовитый газ. Инуяся с Дзякоцу разбегаются. в конце концов Инуяся уходит его искать. В это время Мукоцу выкрадывает Кагомэ. Сиппо летит звать Инуясю на помощь. Мукоцу парализовал Кагомэ и играет с ней в свадьбу. Когда пришли Мироку, Санго и Кирара, он парализовал и их, Кагомэ из последних сил пытается вытащить его осколок. Он хочет убить её, но внезапно появляется Сэссёмару. Ядовитые когти Сэссёмару не убили Мукоцу, а его яды, в свою очередь, не сработали на Сэссёмару. Сэссёмару убивает Мукоцу и пчёлы Нараку забирают осколок. Дзякоцу решает не связываться с Сэссёмару. | |                 |                  |
| 105. | Тяжёлое стальное вооружение «Букими на хаганэ но дзюсоби» (不気味な鋼の重装備)                                        | 241—242         | 17 марта 2003    |
| Ренкоцу отправляет Дзякоцу на задание. Мироку, Санго и Кагомэ отравлены и к закату должны умереть. Инуяся пытается унести их подальше. Против него выступает воин Армии Семерых с огромным количеством оружия, Гинкоцу. Они пытаются укрыться в лесу, а он выжигает его. Инуяся спрятал всех в пещере и пошёл искать Гинкоцу, но тот перехитрил его, пробрался к пещере и хотел убить остальных. Инуяся вовремя вернулся. Кирара увозит остальных в ближайший храм, который оказывается пристанищем Армии Семерых, но Сиппо не понимает этого. Рэнкоцу уложил их в здании. Кагомэ очнулась и, увидев осколок Камня Душ, поняла, что он из Армии Семерых, но не смогла сказать. Рэнкоцу усыпил их с Сиппо. Он пока не хочет их смерти, чтобы иметь возможность поговорить с Инуясей. Инуяся отбился от Гинкоцу и побежал искать всех. | |                 |                  |
| 106. | Кагоме, Мироку, Санго: отчаянное положение «Кагомэ, мироку, санго, дзэттай дзэцумэй» (かごめ、弥勒、珊瑚、絶体絶命)   | 242—244         | 14 апреля 2003   |
| Рэнкоцу обдурил Инуясю и он не смог понять по запаху, что он из Армии Семерых. Он рассказал ему про Нараку и что Армия нужна ему только чтобы потянуть время. К ночи прибегает Гинкоцу. Рэнкоцу поджигает храм. Сиппо просыпается и пытается остановить пожар, просыпается Кирара. В то же время прилетает на птице Миога. Инуясю задерживают Гинкоцу и Ренкоцу. Дзякоцу нападает на Когу. Инуяся смог пробиться к храму. Голову Гинкоцу забирают пчёлы Нараку. Рэнкоцу решил, что сведений о Нараку и осколков, которые он забрал у Кагомэ, ему достаточно. Кога оказывается достаточно быстр, чтобы драться с мечом Дзякоцу и убегает от него, чтобы спасти Кагомэ. Инуяся вбегает в храм и видит Сиппо, который лисьим огнём отгонял от остальных обычный. Но Санго, Мироку и Кагомэ больше не дышат. | |                 |                  |
| 107. | Первые слёзы Инуяси «Хадзимэтэ мисээру инуяся но намида» (初めてみせる犬夜叉の涙)                                     | 244—246         | 21 апреля 2003   |
| Жители деревни рассказывают Кикё про камень, под которым была похоронена Армия Семерых. Сэссёмару говорит Дзакэну, что нашёл Кохаку. Рэнкоцу планирует возродить Гинкоцу. Инуяся в отчаянии. Ему чудится разговор с Сэссёмару о том, что бесполезно было защищать людей и что он не сможет овладеть Тэнсэйгой. Сиппо говорит, что противоядие Дзинэндзи не помогло. Кагомэ внезапно очнулась на руках Инуяси. Оказывается, Миога попробовал выпить отравленную кровь. Все живы. Инуяся плачет. Кикё не может подойти к горе Хакурей, потому что там умирают её ловцы душ. Она встречает Суйкоцу, который лечит крестьян. У него осколок Камня Душ в шее, Кикё не чувствует, что он осквернён, но понимает, что Суйкоцу мёртв. Миога даёт Санго, Кагомэ и Мироку выпить зелье из ядовитых змей и растений, которое должно восстановить их силы. Появляется Кога и обвиняет Инуясю, что он подверг Кагомэ опасности. Инуяся обещает, что больше не допустит такого. Кикё выясняет, что Суйкоцу не выносит вида крови. | |                 |                  |
| 108. | Секрет очищающего света «Кэгарэнаки хикари но химицу» (けがれなき光の秘密)                                            | 245—247         | 28 апреля 2003   |
| Кикё пытается понять, что держит Суйкоцу в этом мире, если его осколок совершенно чист. Инуяся решил ударить по Армии Семерых, пока они не собрались с силами. Суйкоцу снится кошмар, в котором он говорит со своим злобным вторым я и видит фигуры остальных из семёрки. Какой-то старик рассказывает Кикё, что в Армии семерых был воин по имени Суйкоцу, но выглядел совсем иначе. Кагомэ чувствует осколок, но не понимает, почему он чист. Инуяся попытался напасть на него, но понял, что у того нет злых намерений. Появляются Дзякоцу, Рэнкоцу и Гинкоцу и разрушают деревню. Суйкоцу не понимает, чего от него хотят. Кикё пытается помочь ему, но её задевает взрыв Гинкоцу и часть душ уходят из неё - она обессилена. Рэнкоцу отвлекает Инуясю, поймав его друзей в огненную ловушку, а Дзякоцу ранит Суйкоцу, после чего он превращается в злодея, а его осколок почернел. | |                 |                  |
| 109. | Рядом с туманной горой Хакурей «кири ни какурэта хакурэйзан э мукаэ» (霧に隠れた白霊山へ向かえ)                       | 248—249         | 5 мая 2003       |
| Инуяся дерётся с Суйкоцу, но не может взять Тэссайгу. Деревенские дети, знавшие его как доброго врача, просят остановиться, в Суйкоцу начинается борьба. Гинкоцу с новым механическим танкообразным телом приближается к Кикё. Мироку освобождается от огненной ловушки, но Рэнкоцу не подпускает его к Кикё. Ему помогает Кирара. Дзякоцу собирается убить детей, чтобы они не отвлекали Суйкоцу, но он просит его не делать этого. Инуяся добирается к Тэссайге. Армия Семерых решает отступать. Кагомэ видит, что ловцы Душ Кикё не могут подлететь близко к горе. Она говорит, что надо перенести Кикё, и заявляет, что это долг Инуяси. Когда Кикё очнулась, она сказала, что местная земля злая, а гора Хакурей, напротив, слишком чиста. Поэтому Суйкоцу мог быть добрым около неё. Кикё не может приблизиться к горе и остаётся ухаживать за детьми. На следующий день Кагомэ путешествует на Кираре, а не на спине Инуяси как обычно. Он достаёт её, и она объясняет, что по-прежнему останется с ним, но ругает его за то, что он лезет ей в душу. Армия Семерых ожидает встречи со своим лидером. | |                 |                  |
| 110. | Банкоцу - атаман Армии Семерых «Ситининтай но сюрё банкоцу тодзё» (七人隊の首領 蛮骨登場)                             | 249—251         | 12 мая 2003      |
| Армия Семерых воссоединяется со своим атаманом, Банкоцу. Он планирует напасть на замок, правителю которого они служили и который организовал их казнь. Кохаку передаёт их послание. Около горы Хакурей Сиппо и Кираре становится плохо, а Инуяся не может пройти барьер. Они решают, что Нараку не смог бы укрыться там и отправляются искать Армию Семерых. Старик рассказывает, что всех в окрестности, кто может держать оружие, забирают в армию. Армия Семерых нападает на замок и вырезает всех, и Банкоцу возвращает себе своё оружие - огромный меч Банрю. Тысячный человек, убитый им, был лорд этого замка. Рэнкоцу спрашивает у Банкоцу о Нараку, но тот не хочет разговаривать на эту тему. Армия Семерых выжидает появления Инуяси, но первым прибегает Кога. Когда все впятером его загоняли, появляется Инуяся. | |                 |                  |

### Сезон 5 (серии 111—138)
| 111. | Столкновение! Банрю против Раны ветра «ГэкитоцGekitotsu! банрю vs кадзэ но кидзу!» (激突! 蛮竜VS風の傷!)                   | 251—254     | 19 мая 2003      |
| Приходят все друзья Инуяси и начинается бой. У Банкоцу в шее три осколка - те, что были у Кекоцу и Мукоцу Рэнкоцу пытается убить Кагомэ, чтобы Банкоцу не узнал, что у него её осколки, но безуспешно. Санго дерётся с Дзякоцу, Мироку с Суйкоцу, Кирара отвлекает Гинкоцу, а Кога защищает Кагомэ от Рэнкоцу. Инуяша сражается с Банкоцу и чуть не убивает его Раной Ветра, но тот успел блокировать удар Банрю, в результате меч повреждён. Джакен и Рин приближаются к горе Хакурей, Джакен не может идти дальше. Рин видит Кохаку и бежит за ним. В пещере под горой она видит много демонов, Кохаку говорит ей убегать. Она рассказывает об увиденном Сэссёмару, который по запаху Кохаку выслеживал Нараку, и тот понял, для чего Нараку воздвиг барьер на горе Хакурей. Пчёлы Нараку передают Армии Семерых приказ отступать. Их прикрывает кукла Нараку, которая испускает чистый запах. На горе Хакурей Канна рассказывает, что они погибли бы в битве, так как Банрю слабее Тэссайги, что приводит в ярость Банкоцу. Банкоцу забирает у Рэнкоцу осколки Кагомэ и помещает их в свой меч и поломка устранена. Кохаку говорит, что Сэссёмару тоже надо убить, к вящему неудовольствию атамана. Банкоцу отправляет за Сессёмару Суйкоцу и Дзякоцу, последний в очень раздосадован, так как он желал сражаться только с Инуяшей. | |             |                  |
| 112. | Барьер горы Хакурей «Комэн ни укабу хидзири кэккай» (湖面に浮かぶ聖島の結界)                                               | 255—256     | 26 мая 2003      |
| В одной деревне видели, как на священный остров Хидзири упал странный свет... Глава деревни, хранитель храма Его Святости, Живого Будды, расположенного на острове, отправляется выяснить, что произошло. Только членам его рода позволено ступать на священный остров. Он берёт с собой священный посох. Санго с Кирарой обследуют барьер вокруг Хакурей. Герои забредают в ту деревню, и сын старосты, Синтаро, собирается отправиться на остров за отцом - он пропал уже две недели назад. Инуяся с остальными плывут к острову. Он окружён таким же барьером, но послабее. Сиппо и Кираре на острове плохо. На острове растут цветы, которыми пахла кукла Нараку. Синтаро узнаёт труп отца, а тело Его Святости пропало. Как выяснилось, это была спланированная засада: в разрушенном храме их ждал Банкоцу, а Рана ветра теперь не работала из-за барьера. Мироку находит источник: барьер исходит от жезла, который был в храме Его Святости. Мироку и Синтаро с помощью священного посоха разбивают барьер. Цветы исчезают вместе с барьером, однако и Банкоцу теперь чувствует себя лучше, не только Инуяша: барьер влиял и на него, хотя он не понимал, почему. Кагомэ начинает догадываться, почему его жезл помогает Нараку. | |             |                  |
| 113. | Святой Докко и секрет Живого Будды «Сэйнару доко то сокусинбуцу но надзо» (聖なる独鈷と即身仏の謎)                         | 257—258     | 2 июня 2003      |
| Банкоцу блокирует Рану Ветра своей атакой - Вспышкой Дракона. Инуяся не может использовать против человека Бакурюху. Банкоцу вызывает мечом Грозу Дракона. Молнии попадают по всем, почти все друзья Инуяси тяжело ранены, и Инуяся приходит в ярость и атакует Банкоцу. Внезапно жезл Его Святости, Ваджра, который держал барьер, исцеляет раны и блокирует демоническую силу Тэссайги. Банкоцу, воспользовавшись замешательством противника, пытается убить Инуясю, но очищающая стрела Кагомэ ранит его руку, превратив её в кости. После чего его Святость вмешивается: окружает Банкоцу барьером и перемещает на гору Хакурей, где его встречают Канна и Кохаку. Теперь всем становится очевидно, что святой на стороне Нараку и что барьер на горе Хакурей - его рук дело. Шинтаро приносит в деревню прах отца. Волки догоняют Когу. Сэссёмару намерен преодолеть барьер горы Хакурей. Кикё оставляет детей и удаляется от горы, дети просят её передать Суйкоцу, что они ждут его. Санго с Мироку идут обследовать гору, потому что их не задерживает барьер. | |             |                  |
| 114. | Битва Коги «Кога но коко нару татакай» (鋼牙の孤高なる戦い)                                                                | 258—260     | 9 июня 2003      |
| 115. | Поглощающий чёрный свет «Суйкомарэру курой хикари» (吸い込まれる黒い光)                                                    | 259—261     | 16 июня 2003     |
| 116. | Настоящее лицо: разоблачение «Саракэдасарэта синдзицу но као» (さらけだされた真実の顔)                                     | 261—263     | 23 июня 2003     |
| 117. | Поглощённые огненной рекой «Хоно но кава ни киэта айцу» (炎の川に消えたアイツ)                                             | 263—265     | 30 июня 2003     |
| 118. | Недоступные глубины горы Хакурей «Хакурэйдзан но оку но оку» (白霊山の奥の奥)                                              | 266—268     | 7 июля 2003      |
| 119. | Небесная злость святого «Когоси: акуй но сэйдзя» (神々しい悪意の聖者)                                                      | 268—270     | 14 июля 2003     |
| 120. | Прости-прощай: "Реквием по Дзякоцу" «Саёнара дзякоцу но тинконка» (さよなら蛇骨の鎮魂歌)                                   | 271—272     | 28 июля 2003     |
| Инуяся побеждает Дзякоцу и уходит, не добив его. Рэнкоцу вынужден убить его сам, чтобы забрать его осколок, но когда он уходит, один из шершней Нараку подбирает шпильку Дзякоцу и улетает. Кагомэ отправляется на помощь друзьям. Кикё встречается с Живым Буддой и говорит. Она смогла убедить его снять барьер и упокоить его душу - в момент смерти им овладела не ненависть, а печаль, оттого, что он не смог умереть смертью святого. Рэнкоцу встречает полного ярости Банкоцу и проигрывает ему в битве, хотя тот даже не использует Банрю. Умирая, Рэнкоцу хочет узнать, почему он слабее Банкоцу. Уже после его смерти Банкоцу говорит, что никогда не предаёт друзей. После смерти Его Святости священный барьер снят и вокруг горы проявляется аура Нараку. На Кагомэ нападают демоны, её спасает Кога. Инуяся на пути к Нараку встречается с Банкоцу. | |             |                  |
| 121. | Поединок. Последний и сильнейший. «Кэссэн! Сайкё сайго но ситининтай» (決戦! 最強最後の七人隊)                             | 273—275     | 4 августа 2003   |
| Кагомэ, Кога и остальные бегут на помощь Санго с Мироку. Инуяся сражается с Банкоцу, у которого все семь осколков Армии Семерых и ещё три осколка Кагомэ в мече. Банкоцу рассказывает о том, что встречался с Нараку ещё при жизни, когда они с Дзякоцу странствовали вдвоём, и о том, как они решили собрать Армию Семерых. Они хотели только проливать кровь сильных соперников. Санго с Мироку заметили Нараку, но с ними стала драться Кагура. Они падают в пещеру в центре горы. Мироку думает, что Нараку всё ещё ослаблен и собирается с силами. Кагомэ чувствует осколки - большой в центре горы и несколько осколков Банкоцу. Инуяся наконец понимает, что ему нужно отобрать осколки у Банкоцу и использует отвлекающий манёвр, запустив в него Тессайгу. Банкоцу отбил Тессайгу, но потерял Банрю и два осколка. | |             |                  |
| 122. | Смертельная битва на горе Хакурей «Кёрэцу банрю хакурэйдзан но сито» (強烈蛮竜 白霊山の死闘)                               | 275—277     | 11 августа 2003  |
| Мироку и Санго видят множество трупов демонов и куски плоти, которые пытаются что-то вылепить из них. Демоны покидают гору Хакурей, отпущенные Нараку. Инуяся отбирает ещё три осколка у Банкоцу и говорит ему, что демоны Нараку ждут, пока один из них победит, чтобы убить его и забрать осколки. Нараку, обещавший Банкоцу вечную жизнь, лгал ему. Банкоцу убивает несколько демонов и счёт доходит до тысячи. Его меч, убивший тысячу людей и тысячу демонов, обретает демоническую силу - после чего Инуяса смог наконец отбить его атаку Бакурюухой (Возвратной Волной) и победил. Пещера оказывается живой, она засасывает труп Банкоцу и Инуясю, а также Когу. Кагомэ бежит за Когой и встречается с Мироку и Санго. Кагомэ видит Инуясю без сознания в плену живых оков. Сэссёмару отсылает Рин. Кикё видит, что демоническая аура усиливается. | |             |                  |
| 123. | Возрождение Нараку: восставший из тьмы «Кураями но саки ни синсэй нараку» (暗闇の先に新生奈落)                             | 277—279     | 18 августа 2003  |
| Сэссёмару приближается к месту, где чувствует Нараку. Инуяся очнулся, но появилось лицо Нараку. Вся гора Хакурей стала его телом. Нараку захватил всех своими каменными щупами и забирает и сплавляет все осколки. Он создаёт себе новое тело, его аура стала сильнее. Инуяся высвобождается и пытается пробить барьер Нараку Раной Ветра. Нараку смог перехватить Рану Ветра и запустить по пещере - теперь она может в любой момент убит его друзей. Кагомэ видит внутри барьера снизу от Нараку ещё два осколка и понимает, что там Кога. Стрела Кагомэ уничтожает Рану Ветра и одновременно высвобождает Когу. Нараку устраивает обвал. Считая, что с ними покончено, он стремится убить Кикё. Кохаку и Канна уходят вслед за Кагурой. Кикё видит Кагуру и стреляет в неё. То, что у Кагуры в руках приказывает ей уходить без драки. | |             |                  |
| 124. | Прощай, моя любимая Кикио «Сараба итосики кикё ё» (さらば愛しき桔梗よ)                                                     | 280—282     | 25 августа 2003  |
| Гора Хакурей рассыпается и приходится спасаться от обвала. Инуяся вылавливает Когу практически из яда Нараку. Все выбираются. Инуясе мерещится Кикё. Нараку приходит к Кикё и рассказывает ей, что она повстречала Канске и пришла к горе Хакурей согласно его плану. То, что унесла Кагура, было именно сердце Нараку-Онигумо, которое мешало ему убить её. Нараку сталкивает Кикё в расщелину, полную его ядом. Перед смерть Кикё вспоминает Инуясю. Сэссёмару видел убийство. Нараку направил атаку меча Сэссёмару против него самого. Несмотря на то, что Сэссёмару искромсал тело Нараку, тот уходит со словами, что полностью его не уничтожить. Инуяся что-то чувствует и прибегает к месту смерти Кикё и застаёт Сэссёмару, который рассказывает ему о случившемся и советует ему не срывать злость на нём, а искать Нараку. Появляются остальные и Кагомэ понимает, что произошло. Сердце Нараку, принявшее образ младенца, говорит Кагуре, что Нараку убил Кикё. | |             |                  |
| 125. | Тьма в сердце Кагомэ «Кагомэ но кокоро но ями» (かごめの心の闇)                                                            | 282—284     | 1 сентября 2003  |
| Коге рассказывают историю про Онигумо и связь Нараку с Кикё. Кога отправляется за Нараку. Инуяся всю ночь ищет тело Кикё и возвращается наутро. Все приходят в уцелевшую деревню Синтаро. Дальше им попадаются деревни, уничтоженные демонами, вырвавшимися с горы. По слухам, Великое Зло полетело на юг. В одной из деревень они встречают монаха, который рассказывает про израненную жрицу, раненную Нараку, которую выловили в реке. Инуяся бросается искать Кикё. Санго, Мироку и Кагомэ берут в плен и приводят к замку. Сиппо и Кирара уходят искать Инуясю. Химе говорит, что ей нужна Кагомэ, и приказывает убить остальных. Химе была под контролем младенца-порождения Нараку, Кагомэ понимает, что монахом, рассказавшим про Кикё, управляла Кагура, и это только ловушка. Младенец хочет завладеть способностью видеть осколки Камня Душ, и ищет тьму в Кагомэ сердце. Это была её уверенность, что Инуяся не придёт спасти её. Младенец поймал тьму в её сердце и соединился с её душой, она берёт его на руки. Санго и Мироку освобождаются. | |             |                  |
| 126. | Обменять страдания на смелость «Кокоро но итами о юки ни каэро» (心の痛みを勇気にかえろ)                                   | 284—287     | 8 сентября 2003  |
| Санго с Мироку не хотят убивать людей, поэтому сражаются вполсилы. Сиппо рассказывает Инуясю, что остальные в плену. Инуяся помогает Санго и Мироку, в доме видит труп монаха, и понимает, что был пойман в ловушку. Кагура перенесла всех в другое место, и хочет вставить осколок Камня Душ в тело Кагомэ, чтобы сделать её, как и Кохаку, рабыней Нараку. Кагомэ борется с собой и понимает, что хотя ненавидит Кикё и ревнует Инуясю, это из-за её любви к нему. Она смогла оттолкнуть осколок. Инуяся прибегает спасти её. Младенец отбросил Рану Ветра барьером. Мироку понимает, что это сердце Нараку. Кагура уносит его. Сейчас он ослаб, но всё равно хочет овладеть Кагомэ. Каэдэ молится о душе Кикё. Кагомэ очнулась. Инуяся извиняется у неё, а она говорит, что если бы Кикё вновь объявилась, он снова ушёл её искать. Кагомэ понимает, что всю жизнь он будет помнить Кикё, но она всё равно любит его. | |             |                  |
| 127. | Не варить! Химоно из засушенных демонов «Нитядамэ! Кё:фу но химоно ёкай» (煮ちゃダメ! 恐怖の干物妖怪)                      | Филлер, 287 | 15 сентября 2003 |
| Кагомэ возвращается к себе учиться. Её ожидает неожиданный школьный праздник, где её сразу припрягают петь, играть в пьесе и готовить. Сиппо дал Кагомэ сушёное угощение, которое оказалось куколками демонов - их можно есть, но если вскипятить, рождается грибной демон. Она принесла часть угощения в школу, когда её попросили придумать необычное угощение. Инуяся отправляется в её мир и убивает демона, который собирался убить дедушку Кагомэ, а тот не заметил. Дедушка говорит, что всё угощение он уже съел. В школе на личинки попадает кипяток и демоны разбредаются повсюду. Нараку приходит к демону Гигантское Ухо, который может услышать всё на свете, и спрашивает его о последнем осколке Камня Душ. | |             |                  |
| 128. | Засушенный демон и школьный фестиваль «Химоно ёкай то гэкито бункасай» (干物妖怪と激闘文化祭)                              | Филлер, 287 | 13 октября 2003  |
| На кухне в школе погром, устроенный демонами. Кагомэ быстро отправила всех в магазин. Приходит её семья и Инуяся. Инуяся рассказывает про демонов, их осталось ещё три. Семья Кагомэ хочет помочь с демонами. Кагомэ боится, что Инуясю заподозрят, но в этот день все в школе в маскарадных костюмах, и на него не обращают внимания. Во время пения Кагомэ Инуяся убивает одного из демонов, а потом появляется прямо на сцене, когда Ходжо-кун отыгрывает ухаживания за ней. Кагомэ импровизирует, желая избежать драки и не сорвать спектакль, но мальчики хотят драться. К счастью, на сцене появляется демон, и Иняся убивает его Раной Ветра, устроив погром, и забирает Кагомэ. Школьники в восторге от размаха праздника. Последний демон - рыба-сом, находится на крыше, и его делают главным блюдом. Инуяся и Кагомэ возвращаются в прошлое. Гигантское Ухо говорит Нараку, что последний осколок Камня Душ находится между этим миром и тем. | |             |                  |
| 129. | Чо Кюкай и похищенная невеста «Тёкюкай то рякудацусарэта ханаёмэ» (猪九戒と略奪された花嫁)                                 | Филлер      | 20 октября 2003  |
| В одной деревне демон повадился забирать красивых девушек в жёны. Юноша Кискэ приходит в деревню Каэдэ и просит помочь ему с этим. Девушек спрятали в пещере, и демон, явившись, обнаруживает Кагомэ. Демона-кабана зовут Тёкюкай, он потомок Тёхаккая, героя индийского эпоса "Путешествие на запад". Кагомэ узнаёт имя. Тёкюкай надевает на Кагомэ обруч, заставляющий относиться к нему, как к любимому супругу, и похищает её. Мироку придумал, как её вызволить. Сиппо превращается в симпатичную девушку и просит приюта у Тёкюкая, а Инуяся в это время снимает с Кагомэ обруч. Она прикрепляет к стреле иностранную сутру Мироку, и прогоняет его. Девушки спасены. | |             |                  |
| 130. | Новая техника Сиппо - Рана Сердца «Хоэро оги кокоро кидзу» (吠えろ七宝奥義 心の傷!)                                        | Филлер      | 27 октября 2003  |
| Маленькие демоны лисята ищут своих родителей. Случайно они видят, как демон умирает от Раны Ветра, а потом замечают, как Сиппо радуется победе. Они решают, что он Великий Воин и хотят у него учиться. В новой деревне Сиппо подружился с девочкой Мизуки. Там их просят победить демона, нападающего на деревню. Пока все ищут демона, лисята просят Сиппо их научить Ране Ветра. Он просит научить его Инуясю, тот пытается объяснить про демоническую ауру, но ничего не получается. Потом они видят, как Сиппо дарит Мизуки венок и ждут, когда же он её обдурит. Им встречается демон, и Сиппо убегает, когда лисята расхваливают его боевое искусство. Он поддался их похвале и действительно подшутил над Мизуки, и она обиделась на него. Когда снова появился демон, рассерженный Сиппо увидел его ауру и покусал с помощью остальных лисят - и назвал новую технику Рана Сердца. Демона добил Мироку, и отношения Сиппо с Мизуки так и не наладились. | |             |                  |
| 131. | Западня проклятого свитка «Каннон какэдзику норой но вана» (観音掛け軸 呪いの罠)                                           | 288—290     | 3 ноября 2003    |
| Старик рассказывает друзьям про деревню женщин-демонов, которые сбрасывали в реку труп с содранной кожей. Герои решают проверить, - им нужно найти последний осколок, чтобы Нараку не собрал Тёмный Камень Душ. Инуяся вылавливает из озера юношу Шиноске, который ищет свою пропавшую невесту Вакану. Вместе они приходят в деревню женщин, но не находят ничего подозрительного и остаются на ночь. Мужчин и женщин устраивают отдельно, и Сиппо спрашивает Мироку о его взаимоотношениях с Санго, а Кагомэ интересуется у Санго. Вакана оказывается в деревне, богиня из свитка в храме приказывает ей привести Синоскэ. Мироку идёт с одной из девушек в храм. Девушки куда-то идут ночью. Санго убежала за ними и её схватили. Кагомэ нашла Инуясю, они поняли, что девушками кто-то управляет. В Санго хотят поместить яйцо демона, чтобы она стала такой же. | |             |                  |
| 132. | Монах Мироку и безрассудное предложение руки и сердца «Мироку хоси номоттомо кикэн на кокухаку» (弥勒法師の最も危険な告白) | 290—292     | 10 ноября 2003   |
| Мироку сражается с демоном из свитка, но не может использовать Кадзаану, потому что его защищает девушка. Когда-то демона победили, содрали с него шкуру и на ней нарисовали богиню Канске, и теперь демон хочет обрести своё тело. Мироку спасает Синоскэ и извлекает демона-саламандру из Ваканы с помощью сутры. Демон из свитка убегает в болото и предстаёт в настоящем облике. Инуяся побеждает его, но девушки всё ещё не пришли в себя. Кирара уносит Мироку к пропавшей Санго, а Инуяся с Кагомэ дерутся с девушками. Санго тоже попала под влияние демона и Мироку непросто было помочь ей - он ранен. Синоскэ и Вакана уходят в свои края. Мироку говорит Санго, что она для него единственная, но, как товарища по оружию, он не может любить её как женщину. Потом он добавляет, что если они победят Нараку и его проклятье исчезнет, он просит её руки. Санго соглашается. Но на вопрос, перестанет ли он бегать за другими девушками, он замялся с ответом. | |             |                  |
| 133-134. | Женщина, любившая Сэссёмару «Сэссёмару о айсита онна» (犬夜叉スペシャル 殺生丸を愛した女)                                  | Филлер      | 24 ноября 2003   |
| В одной деревне умирает монахиня Сара. Проходившие мимо герои увидели, как загорелся монастырь и на мгновение в нём образовалась сильная демоническая аура. По дороге Сэссёмару встречает Сару, которая говорит, что когда-то он убил врагов, напавших на её замок, но он не узнаёт её. Она просит исполнить его желание и принять её чувства и уходит. Сэссёмару говорит Дзакэну, что она - демон, бывший человеком. Герои видят девушку, привязанную к столбу у моря, из вод к ней приближалось чудовище. Мироку с Санго бросились ей помочь и превратились в глыбы. Инуяся победил демона, который был простой водорослью, но они не ожили. Девушка, Уминэко, говорит, что они разозлили Водного Бога. В её деревне все жители тоже застыли. Она ведёт друзей в храм, где с помощью Тэссайги Инуяся поворачивает каменную глыбу и храм рушится, но Тэссайга остаётся в нём, а Уминэко превращается в водоросль. Сара получила Тэссайгу, появляется Сэссёмару и заявляет, что ему не нужна помощь в борьбе с Инуясей, а затем он уходит. Сара убегает с Тэссайгой. Сэссёмару приходит к дереву, у которого он отдыхал после битвы с Инуясей, в которой потерял руку. Тогда Сара и услышала, что он хочет завладеть Тэссайгой. Она полюбила его, но её отец, узнав это, захотел победить демона. Сэссёмару слышал тогда флейту Сары. Когда воины её отца выстрелили, звук флейты оборвался. Сэссёмару отбился и отец с остатками войска бежал, повредившись рассудком, и вскоре спалил себя с замком. Сара постриглась в монахини, а после заболела. Перед смертью она увидела Инуясю, поэтому захотела жить, чтобы добыть Тэссайгу для Сэссёмару. Тогда она пустила в себя демонов и обратилась в нового демона. Появляется Инуяся и демон, которым стала Сара, принимает истинный облик. Он хочет впитать в себя и Сэссёмару. Токидзин не может причинить ему вреда - злой меч только прибавляет демону сил. Сэссёмару смог взять Тэссайгу и ударить демона Раной Ветра, опалив свою руку. Кагомэ пускает очищающую стрелу, и душа Сары пытается помешать демону. Инуяся забирает Тэссайгу и Рана Ветра вместе со стрелой Кагомэ убивают демона. Душа Сары спасена - она рада, что открыла свои чувства. | |             |                  |
| 135. | Прощальная вечеринка учителя Мироку «Мироку но си:сё сайго но утагэ» (弥勒の師匠最後の宴)                                  | Филлер, 292 | 1 декабря 2003   |
| Ночами кто-то убивает монахов и настоятелей. Енот Хачи приходит к Мироку и говорит, что его наставник Мушин-сама при смерти. Они отправляются к нему и он подтверждает, что скоро умрёт. Все захотели сделать для него что-нибудь, и поэтому по его просьбе убрались в его храме, а потом сводили его в трактир. Он сказал, что за четырьмя горами живёт мудрец, который делает сакэ необыкновенного вкуса, и что распробовав его, не жалко и умирать, но оттуда никто ещё не возвращался. Они отправляются туда, и на горе попадают в туман, от которого Кагомэ и Санго пьянеют. Мироку втягивает туман в Воздушную дыру и все видят маленьких демонов-гномов, которые изготовляют сакэ. Они приносят кувшин сакэ Мушин-саме. Он засыпает, а Мироку испугался, что он умер. В конце концов Мушин-сама объясняет, что со здоровьем у него всё хорошо, но он думал, что его убьют как и других монахов. Монахов убивала Кагура - сердце Нараку ищет в них границу между мирами, но они обычные люди. | |             |                  |
| 136. | Эксцентричный невидимый демон является! «Кайкитомэй ёкай араварy apавару!» (怪奇透明妖怪現る現る!)                         | Филлер      | 8 декабря 2003   |
| Друзья приходят в богатый город и встречают там старую знакомую - бабку-истребительницу, она просит помочь ей в деле. Ночью кто-то пробирается в богатые дома и выкрадывает всё ценное, но его никто не видит. Они делятся и сторожат два самых богатых дома. Днём Сиппо с бабкой придумывают, как на время стать невидимыми. Но невидимости хватает ненадолго, и Мироку замечает, как за ним следит Санго, а Сиппо попадает от Инуяси, когда он пытался ему напакостить. Ночью в один из домов пробирается демон, умеющий становиться плоским. Сиппо попробовал его задержать, в итоге Инуяся, который может его чуять, его схватил. Демон-клептоман привёл их в место, куда утаскивал всё наворованное, они пригрозили ему и отпустили. | |             |                  |
| 137. | Имя прародительницы - Кагомэ «Госэндзо-сама но намаэ ва кагомэ» (ご先祖の名はかごめ)                                       | Филлер      | 12 января 2004   |
| Ходжо-кун показывает в классе свою родословную - его предок в эпоху Сэнгоку был женат на женщине по имени Кагомэ. В это время к Каэдэ приходит их знакомый Акитоки из семейства Ходжо. У него в семье хранится половина демонического оружия Инь-Янь Нагината. Оно приносит семье несчастья, поэтому он хотел очистить клинок на горе Хакурей, а после её разрушения не знает, что делать. На Инуясю клинок действует магнетически. Каэда советует Акитоки отправляться в храм Фурай в горах близ водопада Восходящих Облаков, самое святое место в округе. Он просит героев пойти с ним. По дороге с ним происходят мелкие неприятности, а потом кто-то подстраивает им обвал и обстрел, Кагомэ отпугивает их стрелой. Прилетает Миога и рассказывает, что Нагинату когда-то сделал Кайдзимбо для главы демонов-ниндзя Хосиёми. И только Инуяся может запечатать клинок. Ночью на них нападают, Акитоки и Кагомэ падают в пропасть. | |             |                  |
| 138. | Двое выживших в землях, кишащих демонами «Ёкай санга футари но сабайбару» (妖怪山河ふたりのサバイバル)                     | Филлер      | 19 января 2004   |
| Санго и Мироку остаются драться с ниндзя, против Инуяси выступает их главарь Хосиёми. Ниндзя владеют теневыми техниками и умеют создавать своих клонов. Остальные ниндзя уходят, Мироку с Санго ищут Кагомэ, а Инуяся попал в ловушку Хосиёми и не может двигаться. Акитоки и Кагомэ спасаются из водопада и останавливаются на ночлег. Акитоки испытывает к Кагомэ романтическую привязанность, а Кагомэ вспоминает слова Инуяси, что возня с демоническим клинком - не людское дело. Ниндзя находят фотографию Кагомэ с подружками и делают их кукол. Они не могут дотронуться до Янь-Нагинаты - он слишком силён. Кагомэ раскусила их и её взяли в плен. Хосиёми дерётся с Инуясей с помощью Инь-Нагинаты, которая крадёт силу Тэссайги. Инуяся убегает и встречает Акитоки, И видит Кагомэ в руках Хосиёми. | |             |                  |

### Сезон 6 (серии 139—167)
| 139. | Поединок у Водопада Восходящих Облаков. «Сёун но таки но дай кэтто» (昇雲の滝の大決闘)                                | Филлер       | 26 января 2004   |
| Хосиёми забирает Кагомэ в храм Фурай и требует принести ему Нагинату. У храма против каждого выступает по ниндзя. Хосиёми рассказывает Кагомэ про девушку-воительницу Цукиёми, которая обещала быть с ним, но предала и разделила его клинок. Часть клинка хранилась на горе Хакурей, и он завладел ей после её разрушения. Он думает, что люди слабы и душой и телом, и что Кагомэ тоже предаст Инуясю. С помощью её духовной силы он восстанавливает клинок - часть, что была у Акитоки, сама перемещается в храм. Остальных ниндзя Мироку уничтожил Воздушной Дырой. Хосиёми хочет уничтожить людской род. Он мечом разрывает пространство между небом и землёй, и в образовавшуюся дыру начинает затягивать всё вокруг. Тэссайга Инуяси всё ещё не вернула силу. | |              |                  |
| 140. | Вечные чувства! Нагината Небес и Земли «Эйэн но омой кэнкон но нагината» (永遠の思い 乾坤の薙刀)                      | Филлер       | 2 февраля 2004   |
| Акитоки просит Хосиёми не трогать Кагомэ, он готов пожертвовать собой ради неё. Хосиёми обезумел от предательства Цукиёми. Её дух через Кагомэ разговаривает с ним. Когда-то им покоя не давали демоны из-за того, что они были вместе, и Хосиёми захотел обрести сильное оружие. Цукиёми хотела тогда забрать у Хосиёми Нагинату, которая стала управлять им. В демоническом оружии, выкованном из 222 демонов, была огромная ненависть. Цукиёми запечатала Хосиёми и разделила Нагинату, но не выдержала и умерла. Освободившись, он считал себя преданным и возненавидел людей. Хосиёми говорит, что ничего уже не вернуть, Кагомэ обвиняет его в малодушии, а Инуяся защищает её восстановившейся Тэссайгой. Акитоки хватается за Нагинату и признаётся Кагомэ в любви. Кагомэ просит сил Цукиёми, к ней возвращаются способности. Её стрела и Возвратная Волна побеждают Хосиёми и уничтожают Нагинату. Перед смертью он рад, что всё так вышло. Инуяся сравнивает себя с Хосиёми, вспоминая свой демонический облик. Акитоки уходит, понимая, что Кагомэ равнодушна к нему. Он встречает девушку, которую зовут Судзаку, как одного из ниндзя, и предлагает ей сменить имя на Кагомэ. Дальше они идут вместе. | |              |                  |
| 141. | Конь-демон Энтей на свободе «Токиханатарэта йоба энтэй» (解き放たれた妖馬炎蹄)                                        | 293—294      | 9 февраля 2004   |
| Кагура с Младенцем продолжают убивать настоятелей храмов. Инуяся с друзьями приходит в деревню, в которой убили настоятеля, из-за чего освободился запечатанный им демон и разрушил деревню. По рассказам они понимают, что это делала Кагура. Они решили отправиться к самому знаменитому настоятелю в округе, знаменитому Синсэну, который запечатал дьявольского коня Энтея с его хозяином Рэнгокуки. Кагура смогла пробить его барьер, но когда Младенец пытался заглянуть в его душу, он разделил его на две половины и умер после этого. Когда пришли герои, ученики настоятеля рассказали всем о произошедшем. Конь Энтей освободился и улетел искать своего хозяина. Кагура встречает Канну, которая забирает одну половину Младенца. Половина, что осталась у Кагуры, снова начинает дышать, а затем расти. | |              |                  |
| 142. | Побег Энтея и леденящий кровь Хакудоши «Босо энтэй то сэнрицу но хакудоси» (暴走炎蹄と戦慄の白童子)                   | 294—295      | 16 февраля 2004  |
| Энтей приходит к месту, где был запечатан Рэнгокуки, тот оживает. Инуяся, преследовавший Энтея, нападает на них, и Рэнгокуки убегает. Кагура ищет одежду для Младенца в деревне, на которую напал Рэнгокуки. Он предлагает ей быть его женой, она уходит. Он бросается за ней в погоню. Младенец победил Рэнгокуки и Энтей покорился ему. Когда поспевает Инуяся, он пытается победить Энтея Раной Ветра, но у него появился барьер. Младенец назвал себя Хакудоси и рассказал друзьям, что на границе между этим миром и тем он ищет последний осколок Камня Душ. Затем он с Кагурой улетает. С тех пор убийства монахов прекратились. Кагомэ встречает демона без головы, Инуяся побеждает его. Похожую на его ауру Мироку чувствует по всей округи. Хакудоси понял, что люди слабы, и зачем-то собирает головы сильных демонов. | |              |                  |
| 143. | За тридевять земель в поисках отца «Тити о тадзунэтэ сан сэнри» (父を訪ねて三千里)                                    | 296—297      | 23 февраля 2004  |
| На одну деревню нападает демон без головы. Услышав это, друзья отправляются искать его. Они встречают его, когда он гонится за девочкой, и убивают. Девочка оказалась маленьким демоном-выдрой по имени Канта. Она рассказывает, что у её отца отрубил голову мальчик на коне, но не забрал её, потому что её унесло течением. Канта нашла голову, но тело за это время исчезло и Канта ищет его, пока оно ещё живое. Хакудоси смотрит в головы демонов и видит белый туман и кости. Тело отца Канты забредает в деревню, где в него пускают множество стрел. Когда его нашли, рядом оказался Сэссёмару, но тело уже умерло. Сиппо просит Сэссёмару оживить отца Канты, но он не хочет этого, и только заметив пульсацию своего меча Тенсейги, оживляет демона-выдру. Демон рассказывает, что в том месте, где он был, летало множество голов демонов, и он видел сквозь туман кости в богатых доспехах. Инуясе приходит в голову, что это могила его отца. | |              |                  |
| 144. | Хоусенки и последний осколок «Хосэнки то сайго но какэра» (宝仙鬼と最後のかけら)                                      | 298          | 1 марта 2004     |
| Инуясе снится, что он на могиле отца. Он отправляется к Тотосаю искать Мёгу. Тот рассказывает, что жемчужина в зрачке Инуяси уже потеряла силу. Мёга говорит, что камни, способные открывать дорогу в то место, создавал Хосенки, друг Инуясиного отца. Кагура думает убить Хакудоши и он чувствует её мысли и предостерегает её. Сэссёмару идёт по следу Кохаку, Канны и второй части Младенца. Они встречаются с Нараку, а Сэссёмару теряет след. Около места, где живёт Хосэнки, Инуясю поджидает Хакудоси, который говорит, что Хосэнки он не встретит. Герои встречают сына Хосэнки, он говорит, что отец умер от старости и все камни израсходовал, а новые его сын изготовит только через сотню лет. Хакудоси отправляет Кагуру передать Инуясе, что последний путь к границе между мирами - это врата, расположенные на горе в Империи Огня. Хакудоси знает, что плата за проход - жизнь, и хочет, чтобы Инуяся прошёл первый. | |              |                  |
| 145. | Причудливые стражи ворот в Загробный Мир «Ано ё то но сакай ни иё на монбан» (あの世との境に異様な門番)               | 299—301      | 8 марта 2004     |
| Пчёлы Нараку показывают Инуясе и остальным путь к Империи Огня. У врат каменные привратники Гозу и Мезу спрашивают, желает ли Инуяся войти, и он подтверждает это. Тогда они оживают и говорят, что живым туда входа нет, поэтому хотят убить его и тогда бросить за врата. Меч Инуяси и Воздушная Дыра Мироку не могут причинить им вреда как существам иного мира. Миога подсказывает Инуясе целиться по вратам - привратники окаменеют лишь тогда, когда врата будут открыты и закрыты. Инуяся открывает врата красным Тэссайгой, появляется кагура и хочет влететь в них, но её демоны каменеют и она еле спасается. кагомэ видит за вратами ауру Камня Душ. Гозу и Мезу закрывают врата, Кагура ускользнула и, рассерженная, попыталась убить Хакудоши, за что Нараку сжал её сердце и предупредил её. | |              |                  |
| 146. | Свирепая повелительница птиц - принцесса Аби. «Кисёарай торицукай аби-химэ» (気性荒い鳥使い 阿毘姫)                   | 301—303      | 15 марта 2004    |
| Герои натыкаются на деревню, у всех жителей которой выпили всю кровь. Нараку приходит к принцессе птиц Аби - это её птицы убивали людей. Кровь нужна ей как противоядия для больной матери. Нараку даёт ей трезубец и улей пчёл и просит помочь открыть дорогу в иной мир, за что обещает помочь со сбором крови. На Аби нападают враги её матери, а Нараку враз убивает их. Кагура понимает, что она рабыня до тех пор, пока её сердце в руках Нараку. Она улетает, пока спит Хакудоси. Друзья приходят в деревню, где все ещё живы, и ночью на них нападают птицы. Мироку засасывает часть из них, но появляются пчёлы Нараку. Аби понимает, что Нараку втянул её в свои разборки, и улетает - барьер трезубца защитил её от Раны Ветра. Деревня сожжена, но люди живы. | |              |                  |
| 147-148. | Судьбоносная песня любви «Мэгуриау маэ но садамэ но ута» (めぐり逢う前の運命恋歌)                                     | Филлер       | 19 апреля 2004   |
| Серия посвящена воспоминаниям Каэдэ о судьбе Кикё во время жизни. О том, как они путешествовали вместе, как ей поручили очищать Камень Душ. О демоне-сороконожке, которая вечно восстанавливала своё тело, реагируя на присутствия Камня Душ, и в конце концов была сброшена в колодец. О дереве Эпох Госинбоку, на котором можно запечатать сильных демонов, а тела их не истлеют. Показано, как мико Цубаки прокляла Кикё умереть ранней смертью из-за любви. О том, как демон-паук строил козни Кикё и в конце концов именно он предложил Онигумо сделку. В серии раскрыто знакомство и взаимоотношения Кикё с Инуясей и можно увидеть много повторов и новых кадров, завершающих их историю. | |              |                  |
| 149. | Стрела, всколыхнувшая чувства «Харан о йобу иппон но я» (波乱を呼ぶ一本の矢)                                          | 303—305      | 26 апреля 2004   |
| Птицы-демоны продолжают опустошать деревни. Люди собираются на гору, где живёт святой Хидзири-сама, лица которого никто никогда не видел и не слышал голоса. Кагура ищет Сэссёмару. Канна приносит дитя к девушке, чем ребёнок умер при родах и внушает, что это её ребёнок. Инуяся с друзьями встречают людей, идущих к Хидзири-сама, и присоединяются к ним. Они думают, что раз там сборище народа, то непременно появятся птицы. На них нападают в дороге птицы и Кагура с Хакудоси. Друзья понимают, что их отвлекают, ведь у дома Хидзири наверное уже собрались большие толпы людей. Внезапно очищающая стрела пронзает барьер Хакудоси, и Инуяся разрушает его тело Раной Ветра. Инуяся заманивает Энтея в пещеру и побеждает его Возвратной Волной, а Кагура улетает с головой Хакудоси. | |              |                  |
| 150. | Мистический свет, ведущий Святого «Сэйдзя о митибику фусиги на хикари» (聖者を導く不思議な光)                         | 305—308      | 3 мая 2004       |
| У всех появляется мысль, что стрелу такой силы могла послать только Кикё. Инуяся не чувствует на ней её запаха. Барьер Хидзири-сама защищает жителей от птиц, а когда он появляется, убивает их всех и направляется к гнезду. Инуяся и остальные идут по его следам. Всё-таки все подозревают, что Кикё могла выжить. Инуяся не понимает своих чувств. На могилу Кикё приходят девочки-сикигами, помощницы Хидзири, и берут с неё землю, а затем высыпают в водопад. Хакудоси восстанавливает своё тело, и кагура замечает, что у него нет сердца. Какой-то человек рассказывает, как видели две световые полосы, упавшие на запретную гору. Герои отправляются туда, по пути они видят множество демонов, стремящихся в том же направлении. Инуяся останавливается, чтобы остановить их и встречает Хидзири. Девочки-сикигами говорят, что его тело умирает, а голос исчез. Хидзири оказывается куклой. Появляется Кагура и говорит Инуясе, что Нараку считает Кикё живой. Наконечник стрелы пах землёй из пещеры, где лежал Онигумо. Кагомэ видит ловцов душ и бежит за ними и в озере под водопадом видит тело Кикё. | |              |                  |
| 151. | Инстинктивный выбор Кагомэ «Кагомэ хонно но сэнтаку» (かごめ 本能の選択)                                              | 304, 308—310 | 10 мая 2004      |
| Девушка, родившая мёртвого ребёнка, никак не может понять, её ли ребёнок остался у неё. все, кто был рядом, погибли. Кохаку помогает дедушке. Инуяся возвращается к остальным, они рассказывают, что Кагомэ скрылась за барьером. Сикигами рассказывают Кагомэ, что кукла, хранящая душу Кикё, была уничтожена, поэтому её тело скоро разрушится, и только Кагомэ может её спасти. Притронувшись к рене на её теле, она переживает момент смерти Кикё, в котором остановилось её время и сохранилась боль предательства. Кагомэ смогла до заката растворить яд Нараку и залечить раны Кикё. Кикё уходит, не отблагодарив Кагомэ и не дожидаясь Инуяси. Когда Кагомэ находят друзья, она говорит, что Кикё уже ушла, а затем срывается на Инуясю. Все думают, что он побежит искать Кикё, но он остаётся и только спрашивает, всё ли в порядке с Кикё. Кагомэ рассказывает, что помогла ей. | |              |                  |
| 152. | Защищать, когда грабят «Маморэ со:ситэ убай:торэ!» (守れそして奪い取れ!)                                              | 310—312      | 17 мая 2004      |
| Мать Аби говорит, что демоны Нараку избегают заглядывать в одну деревню с замком. Аби решает проверить, что там и отправляется туда. Госпожа замка замечает Кохаку и смутно узнаёт его. Он живёт в деревне с остальными, а канна приглядывает за ним. Друзья приходят в этот город. Хакудоси отправляет Кагуру следить за Аби. Кохаку снится кошмар и его тревожат смутные воспоминания. Кагомэ чувствует осколок Кохаку. Они отправляются защищать замок от птиц, и Инуяся дерётся с Аби, даже понимая, что она не друг Нараку. Санго ищет Кохаку. Кохаку защищает мать с ребёнком, а деревенские помогают ему. Он чувствует, что когда-то уже дрался вот так плечом к плечу с друзьями. Но он слышит голос Нараку, приказывающий ему убить всех вокруг и забрать младенца. | |              |                  |
| 153. | Судьба - жестокое воссоединение «Уммэй ва дзакоку на сайкай» (運命は残酷な再会)                                       | 313—315      | 24 мая 2004      |
| Кохаку убивает всех охранников госпожи. Санго застаёт его в тот момент, когда он пытается убить мать. Канна забирает её душу и младенца. Принцесса Аби уходит, не найдя ничего связанного с Нараку и уничтожив всех людей. Кохаку начинает вспоминать свою жизнь, его забирает Кагура. Он решает убить Нараку. Часть жителей выжила благодаря Кохаку. Кагура понимает, что вторая часть Младенца скорее всего и есть сердце Хакудоши и самого Нараку. Санго переживает о Кохаку и Мироку успокаивает её. Инуяся чувствует запах птиц - пропал барьер, поставленный Нараку. Ночью к Инуясе приходят сикигами Кикё и сообщают, что она ждёт его. | |              |                  |
| 154. | Связь демонов с "Загробным Миром" (Демон, живущий в двух мирах.) «Ано ё то цунагару ёкай» (あの世とつながる妖怪)      | 315—317      | 31 мая 2004      |
| Кикё рассказывает Инуясе, что Кагомэ не стоит брать в потусторонний мир, ведь Нараку нужны её глаза. Инуяся уговаривает её саму не идти. Тогда она передаёт для Кагомэ стрелу с наконечником в земле из пещеры Онигумо. Кагомэ расстроена его уходом. Инуяся передаёт стрелу Кагомэ и обещает защищать его. Сэссёмару чует запах Нараку возле птиц. Мать Аби, птица Тэккэй, живущая в двух мирах, выздоровела и проглотила Нараку. Когда пришёл Инуяся, Нараку освободился, убив Тэккэй и Аби. | |              |                  |
| 155. | Демон-хранитель последнего осколка. «Сикон но какэра о мамору они» (四魂のかけらを守る鬼)                             | 318—320      | 7 июня 2004      |
| Из тела Тэккэй извергается поток крови, ведущий в иной мир. Нараку и Инуяся с остальными перемещаются туда с его помощью. Когда приходит Сэссёмару, всё уже закончилась, и кагура говорит, что знает другой путь, но может и сам Сэссёмару не сможет пройти им. Жемчужина в зрачке Инуяси навевает ему воспоминания из детства. У тела отца Инуяси они встречают его друга Хосэнки, который охраняет последний осколок Камня Душ. Осколок сам захотел уйти с ним в мир иной, чтобы не был восстановлен Тёмный Камень Душ. Возможно, от присутствия Нараку, осколок Хосэнки темнеет и он впадает в безумие. Его тело создано из алмазов, что лучше любого доспеха. Стрела Кикё не поддалась Кагомэ. Её стрелами и Раной Ветра Инуяси они пробивают броню Хосэнки до осколка, но Хосэнки бьёт Инуясю и тот без сознания падает в пропасть. | |              |                  |
| 156. | Решающая битва перед могилой: Сэссёмару против Инуяси «Бодзэн кэссэн! Сэссёмару vs Инуяся» (墓前決戦! 殺生丸VS犬夜叉) | 321—323      | 14 июня 2004     |
| Кагура приводит Сэссёмару в Империю Огня ко вратам в иной мир. Увидев у него клинок из их мира, Тэнсэйгу, стражи пропустили его - этот клинок смертелен для них. Нараку пытается забрать осколок у Хосэнки - он только того и хотел, чтобы они пробили его броню. Инуяся мешает ему Раной Ветра, но она не пробивает барьер Нараку. Нараку собирается вернуть обратно Рану Ветра, а Инуяся отбивает её Возвратной Волной, но и она не пробила барьера Нараку. Хосэнки пробил барьер и тело Нараку, но это не причинило ему вреда. Нараку забирает осколок и собирается вернуться в обычный мир, в то время утверждая, что дороги обратно не существует. Появляется Сэссёмару и бьёт Инуясю за осквернение могилы отца. Он собирается драться с Нараку. Череп Хосэнки обращается к Инуясе. | |              |                  |
| 157. | Нараку получает проникающий удар, Конгусуха «Нараку о цуранукэ Конгосоха» (奈落を貫け金剛槍破)                        | 324—326      | 21 июня 2004     |
| Сэссёмару не может пробить барьер Нараку. Хосэнки предлагает Инуясе разбить его череп и получить его силу, чтобы пробить барьер. Но если Инуяся не сможет, то умрёт сам. У него не получается пробить череп, и в него летит множество алмазной крошки. Нараку выпустил из-за барьера щупальца, и как только Сэссёмару повредил их, выпустил яд. Для Сэссёмару он не страшен, но может убить остальных. Кагомэ разгоняет его стрелами, но они заканчиваются. Тогда Инуяся, забыв про предложение Хосенки, спасает остальных. Внезапно его меч пробивает барьер Нараку. Хосэнки говорит, что если бы он поддался алчности обладать силой и забыл о друзьях, то умер бы. Теперь Алмазный Тэссайга овладел техникой Алмазного Града. Сэссёмару разбивает тело Нараку, но он не мёртв. Стрела Кикё, выпущенная Кагомэ, очищает осколок. Нараку ускользает в обычный мир и стрела пронзает Хакудоси. Хосэнки поручает осколок Инуяси, который обещает сражаться до тех пор, пока Камень Душ не будет уничтожен.Следом за Сэссёмару все возвращаются в мир живых. | |              |                  |
| 158. | Массовое передвижение несметного числа демонических мышей «Дайбосо мусу но ёкай нэдзуми» (大暴走無数の妖怪ネズミ)     | 326—329      | 5 июля 2004      |
| Когда Хакудоси восстановился, Нараку отправляет его с Кохаку выманить Кикё. Кагура пытается вызнать у Кохаку, где находится Младенец, и он понимает, что она решила предать Нараку. Инуяся отправляется поговорить с Кикё, но не находит её на прежнем месте. Кагомэ делает вид, что ей всё равно, а потом устраивает Инуясе разнос. Хакудоси забирает у демона-крысы ковчежец, который может выпускать полчища крыс, и напускает их на деревни. Убитая крыса сразу же становится двумя живыми. Кикё выращивает магическую магнолию, приманивающую и убивающую демонов-крыс. Хакудоши отправляется за ней. Кагомэ с Инуясей отправляются искать Кикё, понимая, что это попытка выманить её. Санго и Мироку ищут ковчежец и встречают Кохаку, который не может закрыть его, чтобы не выдать, что к нему вернулась память. | |              |                  |
| 159. | Решение Кохаку и Сердце Санго «Кохоку но кэцуй то санго но кокоро» (琥珀の決意と珊瑚の心)                             | 329—331      | 12 июля 2004     |
| Кохаку убегает с ковчежцем от Санго. У магнолии Инуяся с Кагомэ встречают Хакудоси, он отравляет дерево. Кикё уже ушла. Хакудоши уходит, а крысы бегут к закрытому ковчежцу. Кохаку защищает ковчежец от Санго, даже когда крысы окружают их. Кирара не смогла их вытащить. Стрела Кикё разбила защиту ковчежца и подоспевший Инуяся разбил его. Кикё ушла. Санго, защитившая собой Кохаку, рада, что он жив. Хакудоши забирает Кохаку и спрашивает его о Санго, Кохаку говорит, что не знает её. Санго не может простить Кохаку всех убийств, совершённых им. Мироку её успокаивает. Кикё передаёт прядь волос своим девочками-сикигами Аске и Хото, а сама отправляется искать Нараку. | |              |                  |
| 160. | Грубый парень-двоелюб, который приносит счастье «Сиавасэ о йобу футамата борёку отоко» (幸せを呼ぶフタマタ暴力男)     | 332          | 26 июля 2004     |
| Кагомэ возвращается к себе ненадолго отдохнуть и не предупреждает Инуясю. Инуяся рассказывает Каэдэ, что Кикё жива благодаря Кагомэ. Кагомэ думает, что всегда будет для Инуяси второй после Кикё. Инуяся приходит за ней утром и ломает её велосипед, который мама заняла у соседей. В школе её снова начинают расспрашивать о нём девочки, и она говорит, что она для него на втором месте. Услышав, что он приходил к ней утром, они отправляются с ней, чтобы увидеть её парня, и решают быть с ним вежливыми. Инуяся, пытаясь починить велосипед, только окончательно его доломал. Он пытается создать Алмазный Град, чтобы заплатить, но у него не выходит. Тогда Сота приводит его помочь дедушке. Кагомэ, увидев велосипед, злится, и кричит "сидеть", понимает, что Инуяся в сарае, но он уже убежал, испугавшись. Она говорит девочкам, что Инуяся ушёл, но пока она уходит за чаем, он появляется в комнате. Девочки познакомились с ним и он всем понравился. Кагомэ простила Инуясе сломанный велосипед. | |              |                  |
| 161. | Неблагоразумный поступок Мироку в прошлом «Мироку-хоси Мукаси но Аямати» (弥勒法師昔のあやまち)                       | 343—345      | 2 августа 2004   |
| В одной деревне герои чувствуют присутствие демона. Один человек узнаёт Мироку и называет зятем. Когда-то он исцелил дочь этого человека, Симу, и просил родить ему ребёнка. С тех пор она ждала его возвращения. Теперь хозяин озера требует Симу себе в жёны. Отец Симы хочет до этого поженить её с Мироку. Санго ведёт себя холодно, но все чувствуют её злость. Демон-сом появляется с богатыми дарами. Отец Симы рассказывает, что когда молился за здоровье дочери, обещал что угодно хозяину озера. Сима говорит, что два года назад она отдалась Мироку. Демон разозлился и напал на всех. Санго убежала. Демон утащил Симу к себе, простив её прошлое. Санго спасла Симу, но её захватил демон. Мироку спас её. Сима призналась, что солгала, чтобы демон не забрал её. Санго помирилась с Мироку, объяснившим, что он не мог при демоне сказать Санго правду. Сиппо высказал предположение, что Мироку просто не помнил. | |              |                  |
| 162. | Вместе с Сэссёмару-сама навсегда «Сэссёмару-сама то эйэн ни иссё» (殺生丸様と永遠に一緒)                              | Филлер       | 9 августа 2004   |
| Разбойники, спалив деревню, замечают Сэссёмару и нападают, он убивает их. Это видит группа монахов Унгай-самы. Сэссёмару уходит. В другой деревне похитили всех детей, но Мироку отказывают нанять его, потому что уже наняли Унгай-саму. Этот монах ненавидит демонов. Он встречает в лесу Рин, она улетает на А-Уне. Джакен говорит Рин, что после победы над Нараку Сэссёмару обретёт силу и будет править, а сам Джакен будет первым министром. Рин спрашивает, кем будет она, а Джакен говорит, что она к тому времени может уже умереть. Её приманивает флейтой демон-похититель детей Онгокуки. Унгай-сама с учениками встречается с героями и ругает их за дружбу с Кирарой и Сиппо, а Инуясю, который в эту ночь стал человеком - за демонический меч. Джакен рассказывает Сэссёмару, что случилось с Рин. Демон приводит Рин к остальным детям, и она успокаивает их, говоря, что бандиты, убившие её родню, были страшнее демонов. Унгай-сама побеждает Онгокуки и освобождает детей. За Рин приходит Сэссёмару. Монахи не смогли его победить. Сещемару говорит Рин поступать как хочет, и она уходит с ним, а Унгай-сама не понимает, почему она так поступает. Днём он видит Инуясю в облике демона и спрашивает Кагомэ, почему она водится с ним. Рин спрашивает, не забудет ли Сэссёмару её, когда она умрёт. | |              |                  |
| 163. | Кохаку, Санго и Кирара: секретный сад «Кохаку санго кирара: Химицу но ханадзоно» (琥珀珊瑚雲母 秘密の花園)            | Филлер       | 23 августа 2004  |
| Когда друзья остановились неподалёку от деревни Санго, Кирара убежала. Она бегала по знакомым местам и вспоминала сцены из прошлого, когда Санго и Кохаку были вместе. В это время Кохаку, посланный искать Кикё, посещает свою деревню. На Кирару нападают демоны, и Кохаку помогает ей и проводит с ней день, рассказывая, что не может сейчас вернуться к сестре. Он приводит кирару на луг, заросший лилиями, и говорит, что хотел бы показать его Санго. Санго отправляется искать Кирару. Она замечает, что кто-то приходил на могилы, а затем и следы драки с демонами. Встретившись с Кагурой, она подумала, что кохаку может быть рядом. Когда она прибежала, он спрятался и ушёл. Санго замечает, что Кираре кто-то подлечил царапину. Кирара приводит Санго на луг с лилиями. Затем Санго возвращается к друзьям. | |              |                  |
| 164. | Самый сильный враг: личинки-паразиты Сиппо «Сайкё но тэки, ядори санаги сиппо» (最強の敵 宿り蛹七宝)                  | 333—334      | 30 августа 2004  |
| Нараку приходит в какое-то заснеженное место и забирает из пещеры синий шарик, спрашивающий, кто посмел потревожить его. Инуяся привязывает Сиппо к дереву - на деревню нападает демон-лис, и так они выманивают его. Это лисий бог, на которого сел клещ-паразит и заставил его разрушать всё вокруг. Клеща убили и лис вернулся в храм. Сиппо обижен на Инуясю за плохое обращение. Ночью к ним прилетают демоны-клещи и один садится на Сиппо, после чего тот убегает. На следующий день Сиппо вредит всем подряд, и особенно Инуясе. В конце концов его отловили и сняли клеща. В лесу они нашли озеро, где очень много клещей - вероятно, их хозяин-носитель был очень большим демоном, а потом исчез. Мироку всасывает клещей. Кикё тоже замечает, что их странно много. | |              |                  |
| 165. | Ключ к смерти Нараку «Нараку о таосу сайдай но тэгакари» (奈落を倒す最大の手がかり)                                   | 335—342      | 6 сентября 2004  |
| Друзья на ходят место, где недавно стояла гора. Инуяся чует запах Нараку и демонов. Нараку зачем-то приказывает Кагуре и Кохаку убивать клещей. Инуяся встречается с демоном-горой Гакусандзином. Нараку утащил у него защитный камень Фуёухэки, который помогал ему быть горой и мог скрывать ауру. Демон даёт им кристаллы его ауры, которые блёкнут поблизости от Фуёухэки. Кохаку ищет Канну с младенцем, и по дороге убивает сикигами Кикё по приказу. Появляется и сама Кикё и не замечает появления Нараку. Стрела разрушила его тело, и Нараку приказывает Кохаку убить Кикё. Приходят герои, и Нараку с Кохаку исчезают. Кикё понимает, что сердце Нараку не в нём самом. Фуёухэки Нараку отдаёт младенцу. Хакудоши убивает демона, пожирающего человеческий дух, и создаёт несколько демонов без души, управляемых духом. В конце концов он создаёт Морьёмару, внешне похожего на огромного человека, умеющего летать. Хакудоши защищает Морьёмару от Инуяси собой, и они уходят. Хакудоши стащил у мироку кристаллы демона-горы. Канна собирается поместить в него душу. | |              |                  |
| 166-167. | Узы двоих - использование Камня Душ «Футари но кидзуна — сикон но какэра о цукаэ!» (二人の絆 四魂のかけらを使え!)     | 343, 346—356 | 13 сентября 2004 |
| Маленькие дети истребляют демонов при помощи кувшинов с молниями. Они убили и Гакусандзина. Деревенские рассказывают про них друзьям. Дети нападают и на них, а их молнии - тоже демоны, хотя дети, похоже не понимают этого. Инуяся преследует их и друзья попадают в храм Горьёмару, который заполняет кувшины молниями. От него пахнет демоном, но он будто ничего не знает. Кагура ищет осколок и видит демонов, летящих к этому храму, но не нападающих. Инуяся и друзья ночуют в храме, когда кагура нападает с помощью убитых демонов. Горьёмару пронзает Кагуру молнией и она улетает с ранением. Она падает в реку около Сэссёмару, и Рин бросается спасать её. Рана Кагуры заживает и она рассказывает про сердце Нараку в храме Горьёмару, и про младенца - около храма осколки ауры Гакусандзина, которые она тоже прибрала, потускнели. Она даёт осколок Сэссёмару и уходит. Рин говорит, что Кагура любит Сэссёмару. Хакудоси спрашивает Нараку, почему кагура ещё жива. Мироку находит неподалёку от храма останки демонов - их аура и привлекала остальных. Хакудоси убивает Горьёмару. В храме была Канна с Младенцем. Кагура следит за Канной и Хакудоси и приводит к ним Инуясю и остальных. Они приходят к скале дьявола и входят в пасть каменного демона. Внутри их ждёт Нараку. От тёмного камня душ каменный демон оживает, и Нараку оставляет их умирать. Атаки Тэссайги не могут повредить демону, в котором почти весь камень. От яда внутри демона Мироку защищает остальных барьером. Он отравлен пчёлами Нараку, когда попытался его засосать. Кагомэ отдаёт Инуясе осколок. Как только он попадает в Тэссайгу, он чернеет от окружающей ауры и Инуяся обращается в демона. Нараку знал, что Кагура предала его и хотел, чтобы осколок почернел в мече Инуяси и все погибли. Кагомэ обнимает Инуясю и он приходит в себя, и с её помощью разрубает демона. Кагомэ обессилена. Кикё встречает Канну, но Морьёмару помогает ей с младенцем убежать. Сэссёмару видит разрушенный храм и понимает, что там нечего искать. Кагомэ и Инуяся рады, что они вместе. Поиски Нараку продолжаются. | |              |                  |

### Последняя глава (серии 168—193)
| Номер серии | Номер серии | Название                                                                                 | Главы манги               | Дата оригинального показа |
| ----------- | ----------- | ---------------------------------------------------------------------------------------- | ------------------------- | ------------------------- |
| 168.        | 1.          | Сердце Нараку. «Нораку но синдзо» (奈落の心臓)                                           | 356, 359—370, 392         | 3 октября 2009            |
| 169.        | 2.          | Ветер Кагуры. «Кагура но кадзэ» (神楽の風)                                               | 371—377, 380—382, 404—405 | 10 октября 2009           |
| 170.        | 3.          | Лунный путь в загробный мир. «Мэйдо дзангэцуха» (冥道残月破)                             | 386—388, 409—411, 505—506 | 17 октября 2009           |
| 171.        | 4.          | Тэссайга драконьей чешуи. «Рюрин но тэссайга» (竜鱗の鉄砕牙)                             | 389—391, 420—425, 434—437 | 24 октября 2009           |
| 172.        | 5.          | Проверка святого демонического духа. «Ёрэй тайсэй но сирэн» (妖霊大聖の試練)             | 425—432                   | 31 октября 2009           |
| 173.        | 6.          | Конец Морёмару. «Морёмару но сайго» (魍魎丸の最期)                                       | 439—448                   | 7 ноября 2009             |
| 174.        | 7.          | Гробница на горе Адзуса." «Адзусаяма но рэйбё» (梓山の霊廟)                              | 449, 452—458              | 14 ноября 2009            |
| 175.        | 8.          | Пока сверкают звёзды. «Хосибоси кирамэки но айда ни» (星々きらめきの間に)                | 459—465                   | 21 ноября 2009            |
| 176.        | 9.          | Сэссёмару в загробном мире. «Мэйкай но сёссёмару» (冥界の殺生丸)                         | 466—471                   | 28 ноября 2009            |
| 177.        | 10.         | Цветы скорби. «Канасими ни нурэру хана» (悲しみに濡れる花)                               | 471—476                   | 5 декабря 2009            |
| 178.        | 11.         | Могила Канны. «Канна но бохё» (神無の墓標)                                               | 476—481                   | 12 декабря 2009           |
| 179.        | 12.         | Чувства Санго, решение Мироку. «Санго но омой, мироку но какуго» (珊瑚の想い 弥勒の覚悟) | 482—488                   | 19 декабря 2009           |
| 180.        | 13.         | Полная луна. «Кандзэн на мэйдо» (完全な冥道)                                             | 488—493                   | 26 декабря 2009           |
| 181.        | 14.         | В погоне за Нараку. «Нараку но цуйгэки» (奈落の追撃)                                     | 495—499                   | 4 января 2010             |
| 182.        | 15.         | Истинный наследник. «Сэйтонару кэйсёся» (正統なる継承者)                                 | 499—504                   | 11 января 2010            |
| 183.        | 16.         | Барьер Хитомико. «Хитомико но кэккай» (瞳子の結界)                                       | 507—511                   | 18 января 2010            |
| 184.        | 17.         | Злобная воля Магацухи. «Магацухи но дзянэн» (曲霊の邪念)                                 | 513—518                   | 26 января 2010            |
| 185.        | 18.         | Главное в жизни. «Дзинсэй но итидайдзи» (人生の一大事)                                   | 494, 512, 519—520         | 1 февраля 2010            |
| 186.        | 19.         | Осколок Кохаку. «Кохаку но какэра» (琥珀の欠片)                                          | 392, 521—525              | 8 февраля 2010            |
| 187.        | 20.         | Камень Душ собран. «Сикон но тама га кансэй суру токи» (四魂の玉が完成する時)            | 525—529                   | 15 февраля 2010           |
| 188.        | 21.         | В недрах Нароку. «Нароку но тайнай э» (奈落の体内へ)                                     | 530—534                   | 22 февраля 2010           |
| 189.        | 22.         | Нараку: капкан тьмы. «Нараку ями но вана» (奈落 闇の罠)                                  | 534—539                   | 1 марта 2010              |
| 190.        | 23.         | Нараку: западня света. «Нараку хикаги но ван» (奈落 光の罠)                              | 540—544                   | 8 марта 2010              |
| 191.        | 24.         | Нараку: истинное желание. «Нараку хаканаки нодзоми» (奈落 儚き望み)                      | 545—549                   | 15 марта 2010             |
| 192.        | 25.         | Не достучаться. «Тодокану омой» (届かぬ想い)                                             | 550—555                   | 22 марта 2010             |
| 193.        | 26.         | На встречу завтра. «Асита э» (明日へ)                                                    | 556—558                   | 29 марта 2010             |